# Presidenza di James Monroe
La presidenza di James Monroe ebbe inizio il 4 marzo del 1817 con la cerimonia d'insediamento e terminò il 4 marzo del 1825. Esponente del Partito Democratico-Repubblicano, Monroe assunse l'incarico di quinto presidente degli Stati Uniti d'America dopo aver vinto le elezioni presidenziali del 1816 con un margine di vittoria schiacciante sull'esponente del Partito Federalista Rufus King. Le elezioni del 1816 furono le ultime in cui i federalisti presentarono un candidato presidenziale; Monroe fu l'incontrastato vincitore nelle successive elezioni del 1820.
Gli succedette il suo segretario di Stato in carica, John Quincy Adams.
Monroe cercò di eliminare del tutto i partiti politici, tanto che il Partito federalista svanì come istituzione nazionale durante la sua amministrazione; ma anche i repubblicani-democratici smisero di funzionare come organismo unificato. Il periodo storico viene spesso definito l'"era dei buoni sentimenti" a causa della mancanza di scontri tra partiti.
A livello nazionale Monroe dovette affrontare il panico del 1819, la prima grande recessione nella storia degli Stati Uniti; sostenne molti dei progetti di infrastrutture pubbliche finanziati a livello federale, pose comunque il veto su altri a causa di preoccupazioni costituzionali. Fece approvare il compromesso del Missouri, che ammetteva il nuovo il Missouri in qualità di nuovo Stato federato schiavista escludendo allo stesso tempo la schiavitù nei restanti territori a nord del parallelo 36°30'.
In politica estera il presidente e il suo segretario di Stato Adams acquisirono la Florida orientale dall'impero spagnolo a seguito del trattato Adams-Onís, realizzando un obiettivo a lungo termine già perseguito dai suoi predecessori. Ottenuto dopo la prima delle guerre seminole, il trattato consolidò anche il controllo statunitense sulla Florida occidentale, stabilì il confine occidentale degli Stati Uniti d'America e incluse la cessione delle rivendicazioni spagnole sull'Oregon Country.
L'amministrazione Monroe raggiunse anche due trattati con l'impero britannico, segnando così un progressivo riavvicinamento tra i due paesi all'indomani della guerra anglo-americana del 1812. Il trattato Rush-Bagot smilitarizzò il confine con il Nord America Britannico, mentre il trattato del 1818 concluse alcune dispute relative ai confini e previde un insediamento congiunto nell'Oregon Country.
Il presidente mostrò profonda simpatia per i movimenti rivoluzionari in America Latina e si oppose ad ogni influenza europea sulla regione; nel 1823 enunciò la dottrina Monroe che sosteneva che gli Stati Uniti sarebbero rimasti neutrali negli affari del Vecchio Continente, ma non avrebbero consentito nuove colonizzazioni dell'America del Sud da parte delle potenze europee.
Alle elezioni presidenziali del 1824 ben quattro esponenti del Partito democratico-repubblicano cercarono di succedergli e Monroe mantenne un profilo di rigorosa neutralità tra i diversi contenenti. Nessuno dei candidati ottenne la maggioranza assoluta dei grandi elettori, per cui il presidente fu eletto dalla Camera dei rappresentanti, scelto tra i tre candidati con più grandi elettori. Adams fu eletto presidente, superando il generale Andrew Jackson e il segretario al tesoro William Harris Crawford.

Firma autografa del presidente Monroe.

I sondaggi effettuati tra gli storici e i politologi hanno generalmente classificato Monroe come un presidente sopra la media (vedi classifica storica dei presidenti degli Stati Uniti d'America).

## Elezioni presidenziali del 1816
(Mario Francini Storia dei presidenti americani Tascabili Newton 1996, pag. 23)
Il ruolo di Monroe durante la guerra anglo-americana nel corso della presidenza di James Madison l'aveva reso il pretendente più serio alla candidatura del partito, ma non tutti i maggiori dirigenti democratico-repubblicani ne sostennero la candidatura in vista della campagna elettorale del 1816. Il segretario al tesoro William Harris Crawford ebbe il sostegno di numerosi deputati al Congresso originari sia del profondo Sud che dei Territori del West, a molti dei quali era sgradito l'appoggio di Madison e di Monroe all'istituzione della Seconda banca degli Stati Uniti. Gli esponenti del Partito Democratico-Repubblicano dello Stato di New York erano contrari alla possibilità che un altro virginiano vincesse la presidenza e assecondarono pertanto la candidatura del governatore di New York Daniel D. Tompkins.
Crawford non si oppose totalmente alla candidatura di Monroe, poiché sperava di poterne raccogliere la successione nel 1820 o nel 1824. Nel caucus del marzo 1816 Monroe sconfisse Crawford con un voto di 65 contro 54, diventando così il candidato presidenziale ufficiale del suo partito. Tompkins fu nominato candidato vicepresidente.
Il moribondo Partito Federalista nominò Rufus King come candidato presidenziale, ma nel complesso il partito costituiva una scarsa opposizione a Monroe, dopo la guerra del 1812 a cui il partito si era strenuamente dichiarato contrario. Alcuni avversari di Monroe provarono a reclutare DeWitt Clinton, l'avversario di Madison alle elezioni presidenziali del 1812, ma questi rifiutò di presentarsi.

Risultati della tornata elettorale del 1816.

Alle elezioni Monroe vinse 183 grandi elettori sui 217 disponibili nel Collegio elettorale, prevalendo in tutti gli Stati federati tranne il Massachusetts, il Connecticut e il Delaware. Nelle contemporanee elezioni congressuali i democratico-repubblicani guadagnarono diversi seggi alla Camera dei Rappresentanti, raggiungendo una maggioranza di oltre i tre quarti.
Fu l'ultimo presidente dei padri fondatori degli Stati Uniti d'America e anche l'ultimo della cosiddetta "dinastia dei grandi virginiani": quattro dei primi cinque presidenti della nazione erano originari della Virginia.

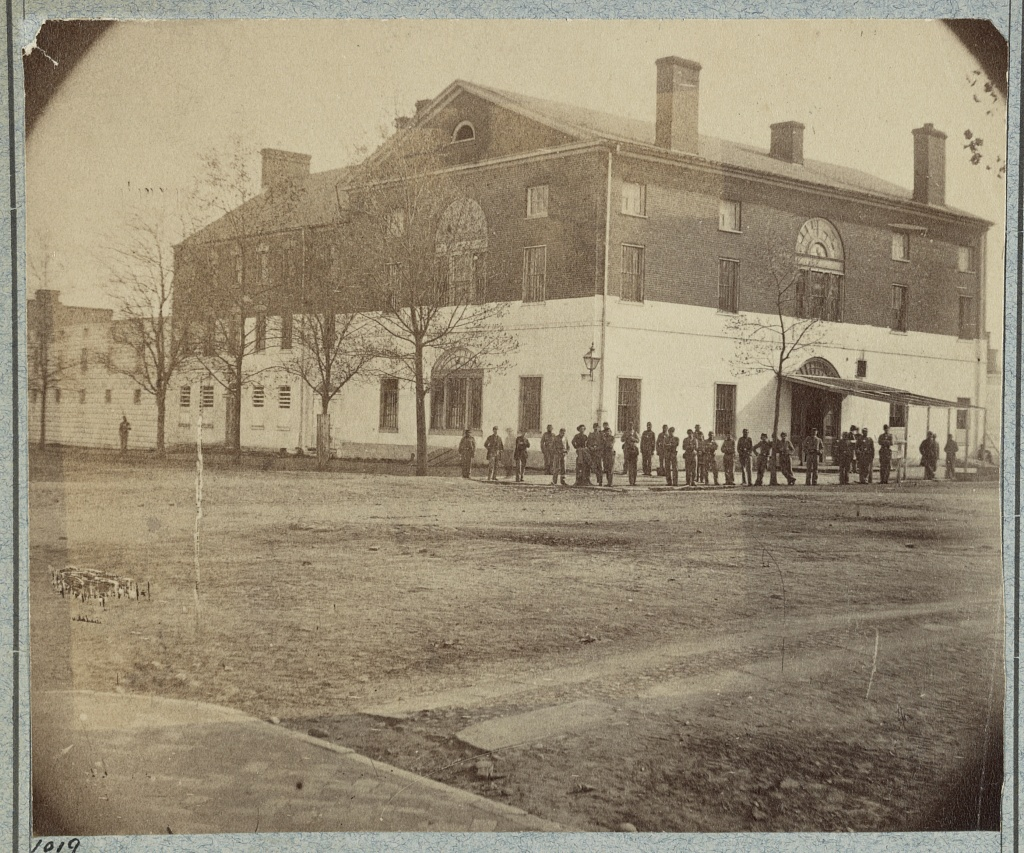
L'edificio dell'"Old Brick Capitol".

## Primo insediamento
La prima cerimonia inaugurale della presidenza Monroe si tenne martedì 4 marzo 1817 davanti all'"Old Brick Capitol" (edificio in seguito riconvertito in prigione), sede temporanea del "Campidoglio", a Washington. Il Presidente della Corte suprema degli Stati Uniti d'America John Marshall presenziò al solenne giuramento.
Monroe fu il primo presidente a prestare giuramento e a pronunziare un discorso inaugurale all'aperto (Il testo completo del discorso è su Wikisource); poiché la Casa Bianca non era ancora pronta per essere occupata, a causa dei danni subiti durante la guerra anglo-americana del 1812, Monroe e sua moglie continuarono ad abitare nella loro residenza privata fino al settembre successivo.

## Presidenza

### Cronologia
Gli avvenimenti salienti della presidenza Monroe furono:
1817
- prosecuzione della prima delle guerre seminole;
- avvio dei lavori per la costruzione del canale Erie;
- inizio dell'"era dei buoni sentimenti";
- creazione del Territorio dell'Alabama;

1818
- fondazione di Brooks Brothers;
- trattato del 1818;

1819
- panico del 1819;
- fondazione dell'Università della Virginia da parte dell'ex presidente Thomas Jefferson;
- sentenza Dartmouth College contro Woodward;
- creazione del Territorio dell'Arkansas;
- sentenza McCulloch contro Maryland;

1820
- fondazione di Freetown, nell'odierna Sierra Leone, da parte di 86 coloni afroamericani;
- compromesso del Missouri;
- censimento;
- elezioni presidenziali;
- fondazione dell'Università dell'Indiana;

1821
- fondazione della George Washington University;
- avvio delle pubblicazioni del The Saturday Evening Post;
- fondazione dell'Amherst College;
- apertura della Santa Fe Trail;
- fondazione di Monrovia, nell'attuale Liberia, da parte di ex schiavi afroamericani;

1822
- ribellione degli schiavi promossa da Denmark Vesey a Charleston (Carolina del Sud);

1823
- guerra Arikara;
- aggressione a Hugh Glass da parte di un grizzly;
- enunciazione della dottrina Monroe;
- prima pubblicazione di A Visit from St. Nicholas, attribuita a Clement Clarke Moore;
- trattato di Moultrie Creek;

1824
- istituzione del Bureau of Indian Affairs;
- creazione del Territorio indiano;
- visita di Gilbert du Motier de La Fayette;
- vittoria di John Quincy Adams alle elezioni presidenziali;
- fondazione del Rensselaer Polytechnic Institute;

1825
- inaugurazione della presidenza di John Quincy Adams.

### Gabinetto ministeriale
Partiti politici
  Democratico-Repubblicano
  Federalista
| Dipartimento | Incarico                       | Ritratto | Ritratto              | Nome                            | Mandato        | Mandato           |
| Dipartimento | Incarico                       | Ritratto | Ritratto              | Nome                            | Inizio         | Termine           |
| ------------ | ------------------------------ | -------- | --------------------- | ------------------------------- | -------------- | ----------------- |
|              | Presidente                     |          |                       | James Monroe                    | 4 marzo 1817   | 4 marzo 1825      |
|              | Vicepresidente                 |          |                       | Daniel D. Tompkins              | 4 marzo 1817   | 4 marzo 1825      |
|              |                                |          |                       |                                 |                |                   |
|              | Segretario di Stato            |          |                       | Richard Rush                    | 10 marzo 1817  | 22 settembre 1817 |
|              | Segretario di Stato            |          | John Quincy Adams     | 22 settembre 1817               | 4 marzo 1825   |                   |
|              | Segretario al tesoro           |          |                       | William Harris Crawford         | 4 marzo 1817   | 6 marzo 1825      |
|              | Segretario alla Guerra         |          |                       | John Calhoun                    | 8 ottobre 1817 | 4 marzo 1825      |
|              | Procuratore generale           |          |                       | Richard Rush                    | 4 marzo 1817   | 12 novembre 1817  |
|              | Procuratore generale           |          | William Wirt          | 13 novembre 1817                | 4 marzo 1825   |                   |
|              | Direttore generale delle poste |          |                       | Return Jonathan Meigs           | 4 marzo 1817   | 26 giugno 1823    |
|              | Direttore generale delle poste |          | John McLean           | 26 giugno 1823                  | 4 marzo 1825   |                   |
|              | Segretario alla Marina         |          |                       | Benjamin Williams Crowninshield | 4 marzo 1817   | 30 settembre 1818 |
|              | Segretario alla Marina         |          | Smith Thompson        | 1º gennaio 1819                 | 31 agosto 1823 |                   |
|              | Segretario alla Marina         |          | Samuel Lewis Southard | 16 settembre 1823               | 4 marzo 1825   |                   |

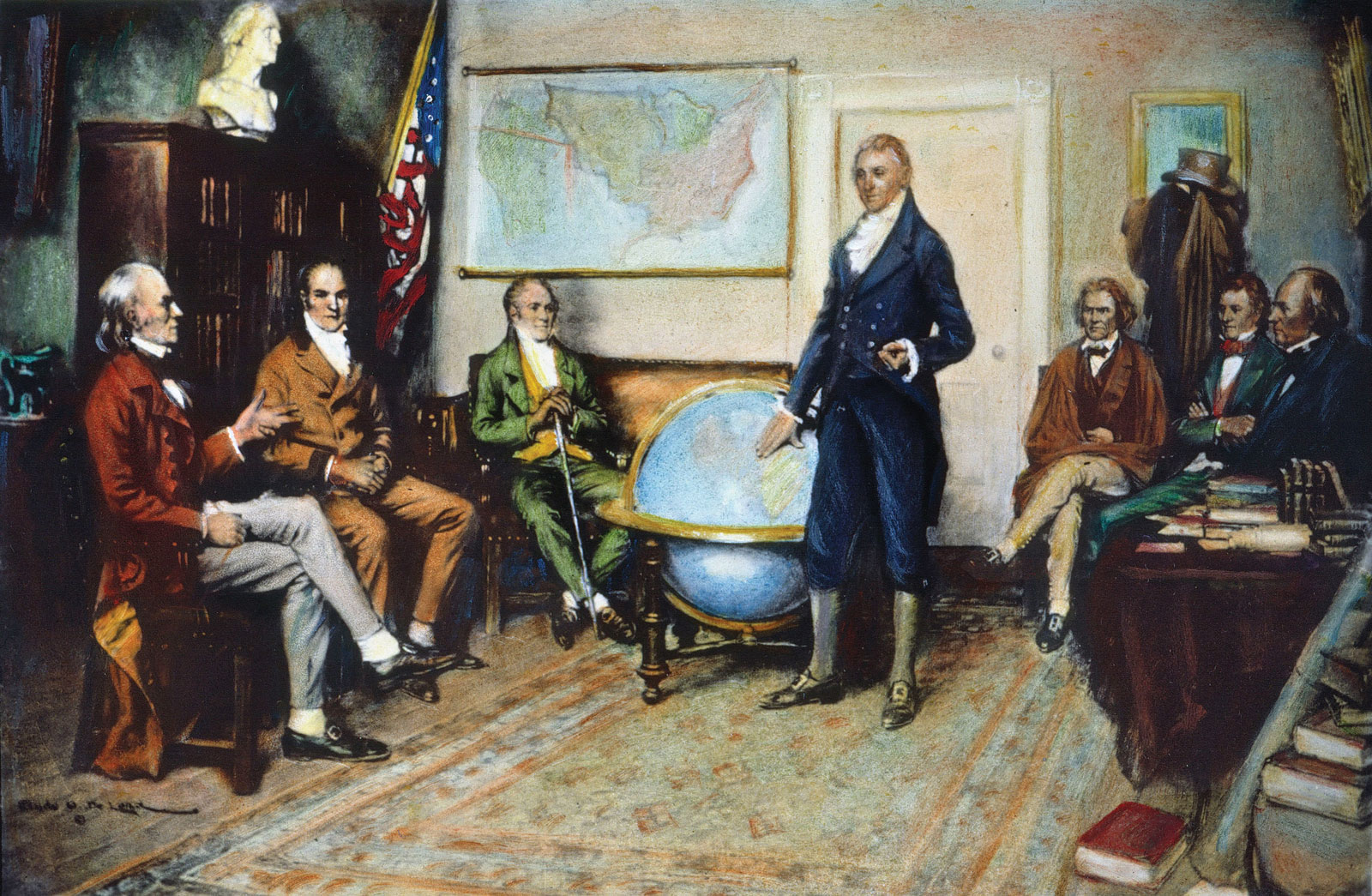
James Monroe mentre presiede una riunione di gabinetto nel 1823.

Monroe scelse un compagine di governo geograficamente equilibrata. William Harris Crawford continuò come segretario al tesoro. Monroe mantenne anche Benjamin Williams Crowninshield del Massachusetts in qualità di segretario alla Marina e Richard Rush della Pennsylvania come Procuratore generale.
Riconoscendo il crescente malcontento del Nord nei confronti della continuazione della cosiddetta "dinastia virginiana", Monroe nominò John Quincy Adams del Massachusetts per l'importante ruolo di segretario di Stato, facendone in tal maniera il candidato favorito a succedergli. Esperto nel ramo della diplomazia, Adams aveva abbandonato già nel 1807 il Partito Federalista per poter apertamente sostenere la politica estera della presidenza di Thomas Jefferson e Monroe sperò che la nomina di Adams avrebbe incoraggiato ulteriori defezioni tra i federalisti rimasti.
Offrì in un primo momento la carica di segretario alla Guerra a Henry Clay del Kentucky, ma questi era invece disposto a servire solamente come segretario di Stato; la decisione di Monroe di nominare Adams a quest'ultima posizione gli alienò fortemente Clay, tanto che si sarebbe opposto a molte delle politiche varate dall'amministrazione.
Dopo che il generale Andrew Jackson e il governatore del Kentucky Isaac Shelby declinarono l'incarico di segretario alla guerra il presidente si rivolse al deputato della Carolina del Sud John Calhoun, lasciando però in tal modo il governo federale senza alcun importante esponente del West.
Alla fine del 1817 Rush venne nominato ambasciatore nel Regno Unito di Gran Bretagna e Irlanda e William Wirt gli succedette nell'incarico di Procuratore generale; con l'unica eccezione costituita da Crowninshield tutti gli altri membri del gabinetto di Monroe rimasero al loro posto per l'intero periodo della presidenza.

### Nomine giuridiche
Fonti:

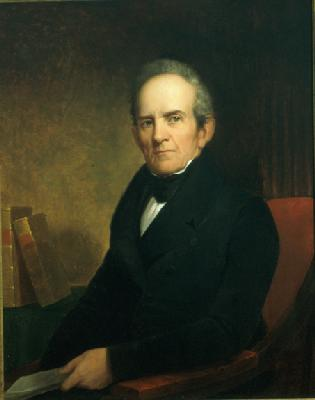
Il presidente James Monroe scelse Smith Thompson come uno dei giudici associati della Corte Suprema.

Nel settembre del 1823 il segretario alla Marina Smith Thompson fu scelto per occupare un seggio nella Corte Suprema, lasciato libero da Henry Brockholst Livingston. La nomina ufficiale arrivò il 5 dicembre 1823 e fu confermata dal Senato il 9 dicembre seguente. Thompson era in buoni rapporti personali col presidente, aveva una lunga storia di servizio pubblico come giurista e pubblico ufficiale e, proprio come il predecessore Livingston, proveniva dallo stato di New York. Monroe considerò inizialmente anche le ipotesi alternative rappresentate dal senatore Martin Van Buren e dai giuristi Ambrose Spencer e James Kent (giurista).
Thompson fu l'unica nomina di Monroe alla Corte suprema, mentre nominò 21 giudici presso i tribunali distrettuali durante la sua amministrazione.

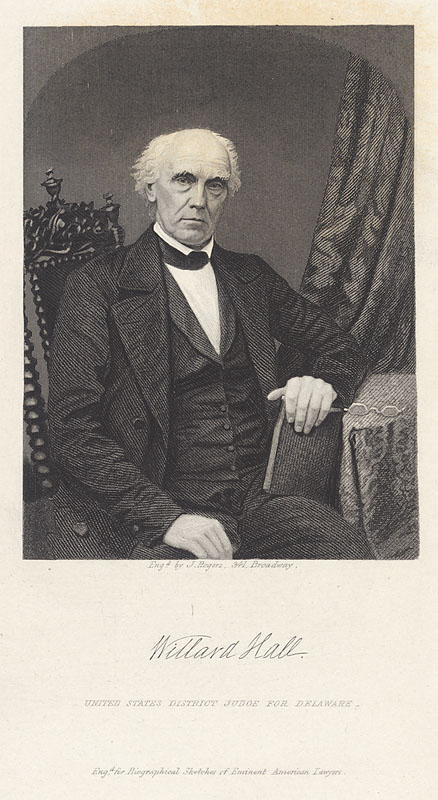
Willard Hall fu nominato da Monroe nel "Distretto del Delaware" e continuò a prestare servizio in tribunale ancora per quarant'anni dopo la morte del presidente.

La bandiera degli Stati Uniti d'America a 24 stelle adottata a partire dal 1822.

| # | Nome           | Seggio | Stato    | Succeduto a                 | Nomina          | Conferma        | Inizio servizio attivo | Termine servizio attivo |
| - | -------------- | ------ | -------- | --------------------------- | --------------- | --------------- | ---------------------- | ----------------------- |
| 1 | Smith Thompson | 1°     | New York | Henry Brockholst Livingston | 5 dicembre 1823 | 9 dicembre 1823 | 1º settembre 1823      | 18 dicembre 1843        |

| #  | Nome                      | Corte                                     | Nomina           | Conferma         | Inizio servizio attivo | Termine servizio attico |
| -- | ------------------------- | ----------------------------------------- | ---------------- | ---------------- | ---------------------- | ----------------------- |
| 1  | Benjamin Parke            | Indiana                                   | 5 marzo 1817     | 5 marzo 1817     | 6 marzo 1817           | 12 luglio 1835          |
| 2  | Albion Keith Parris       | Maine                                     | 27 gennaio 1818  | 28 gennaio 1818  | 28 gennaio 1818        | 1º gennaio 1822         |
| 3  | William Bayard Shields    | Mississippi                               | 20 aprile 1818   | 20 aprile 1818   | 20 aprile 1818         | 18 aprile 1823          |
| 4  | Jonathan Hoge Walker      | Pennsylvania Occidentale                  | 20 aprile 1818   | 20 aprile 1818   | 20 aprile 1818         | 23 marzo 1824           |
| 5  | William Davies            | Georgia                                   | 11 gennaio 1819  | 11 gennaio 1819  | 14 gennaio 1819        | 9 marzo 1821            |
| 6  | John George Jackson       | Virginia Occidentale                      | 20 febbraio 1819 | 24 febbraio 1819 | 24 febbraio 1819       | 28 marzo 1825           |
| 7  | Nathaniel W. Pope         | Illinois                                  | 3 marzo 1819     | 3 marzo 1819     | 3 marzo 1819           | 23 gennaio 1850         |
| 8  | Theodorick Bland          | Maryland                                  | 3 gennaio 1820   | 5 gennaio 1820   | 23 novembre 1819       | 16 agosto 1824          |
| 9  | Roger Skinner             | New York Settentrionale                   | 3 gennaio 1820   | 5 gennaio 1820   | 24 novembre 1819       | 19 agosto 1825          |
| 10 | Charles Tait              | Alabama                                   | 10 maggio 1820   | 13 maggio 1820   | 13 maggio 1820         | 10 marzo 1824           |
| 11 | John Dick                 | Louisiana                                 | 1º marzo 1821    | 2 marzo 1821     | 2 marzo 1821           | 3 marzo 1823            |
| 12 | Jeremiah La Touche Cuyler | Georgia                                   | 19 dicembre 1821 | 10 gennaio 1822  | 12 giugno 1821         | 7 maggio 1839           |
| 13 | Ashur Ware                | Maine                                     | 15 febbraio 1822 | 15 febbraio 1822 | 15 febbraio 1822       | 31 maggio 1866          |
| 14 | James Hawkins Peck        | Missouri                                  | 26 marzo 1822    | 5 aprile 1822    | 5 aprile 1822          | 29 aprile 1836          |
| 15 | Thomas Lee                | Carolina del Sud                          | 7 febbraio 1823  | 17 febbraio 1823 | 17 febbraio 1823       | 24 ottobre 1839         |
| 16 | Willard Hall              | Delaware                                  | 5 dicembre 1823  | 9 dicembre 1823  | 6 maggio 1823          | 6 dicembre 1871         |
| 17 | Peter Randolph            | Mississippi                               | 5 dicembre 1823  | 9 dicembre 1823  | 25 giugno 1823         | 30 gennaio 1832         |
| 18 | William Wilkins           | Pennsylvania Occidentale                  | 10 maggio 1824   | 12 maggio 1824   | 12 maggio 1824         | 14 aprile 1831          |
| 19 | Thomas Bolling Robertson  | Louisiana Orientale Louisiana Occidentale | 24 maggio 1824   | 26 maggio 1824   | 26 maggio 1824         | 5 ottobre 1828          |
| 20 | John Pitman               | Rhode Island                              | 16 dicembre 1824 | 3 gennaio 1825   | 4 agosto 1824          | 17 novembre 1864        |
| 21 | Elias Glenn               | Maryland                                  | 16 dicembre 1824 | 3 gennaio 1825   | 31 agosto 1824         | 1º aprile 1836          |

### Nuovi stati ammessi nell'Unione
Furono cinque i nuovi Stati federati ammessi nell'Unione durante la presidenza di Monroe:
- Mississippi - 10 dicembre 1817[22]
- Illinois - 3 dicembre 1818[23]
- Alabama - 14 dicembre 1819[24]
- Maine - 15 marzo 1820[25]

Il Maine fu uno dei tre Stati nati da una separazione da uno Stato esistente (Kentucky e Virginia Occidentale sono gli altri). Il 19 maggio 1819 il parlamento del Massachusetts approvò una legge che consentiva di separare il Distretto del Maine dal resto dello Stato (decisione ratificata dagli elettori il 19 luglio 1819 con 17.001 voti favorevoli contro 7.132); poi, il 25 febbraio del 1820, fu approvata un'altra legge che riconosceva il Maine come nuovo Stato.
- Missouri - 10 agosto 1821[27]

## Affari interni

### Predominio Democratico-Repubblicano
Come già tutti i suoi quattro predecessori anche Monroe ritenne che l'esistenza dei partiti politici fortemente organizzati risultasse alla fine prevalentemente dannosa per il buon funzionamento della giovane nazione; e pose come uno dei principali obiettivi della sua presidenza l'eliminazione delle forze politiche.

La coccarda tricolore del Partito Democratico-Repubblicano.

Il presidente provò quindi ad istituire un sistema "non-partitico" e credette che la via migliore fosse impedire la rinascita del moribondo Partito Federalista; cercò quindi di rafforzare il contrapposto Partito Democratico-Repubblicano, evitando provvedimenti che avrebbero diviso il partito e accogliendo volentieri nel partito gli ex federalisti..
Monroe compì due lunghi giri della nazione per ricostruire la fiducia; a Boston la sua visita del 1817 venne salutata come l'inizio di una rinnovata "Era of Good Feelings" (l'era dei buoni sentimenti). Le frequenti tappe di questi viaggi permisero lo svolgimento d'innumerevoli cerimonie di benvenuto e manifestazioni di benevolenza. Venne veduto di persona da un maggior numero di cittadini rispetto a qualsiasi altro presidente prima di lui ed i suoi viaggi furono descritti in dettaglio dalla stampa sia locale che nazionale.
I rimanenti federalisti non riuscirono ad elaborare un programma unificato a livello nazionale e i loro candidati facevano spesso campagna elettorale su questioni locali. Il Partito Federalista mantenne una certa capacità organizzativa nel Delaware e in alcune altre località, ma cessarono di essere influenti in ambito nazionale. In assenza di una seria opposizione, i Democratici-Repubblicani da parte loro non riunirono più i caucus e, a fini pratici, il partito smise di essere operativo.

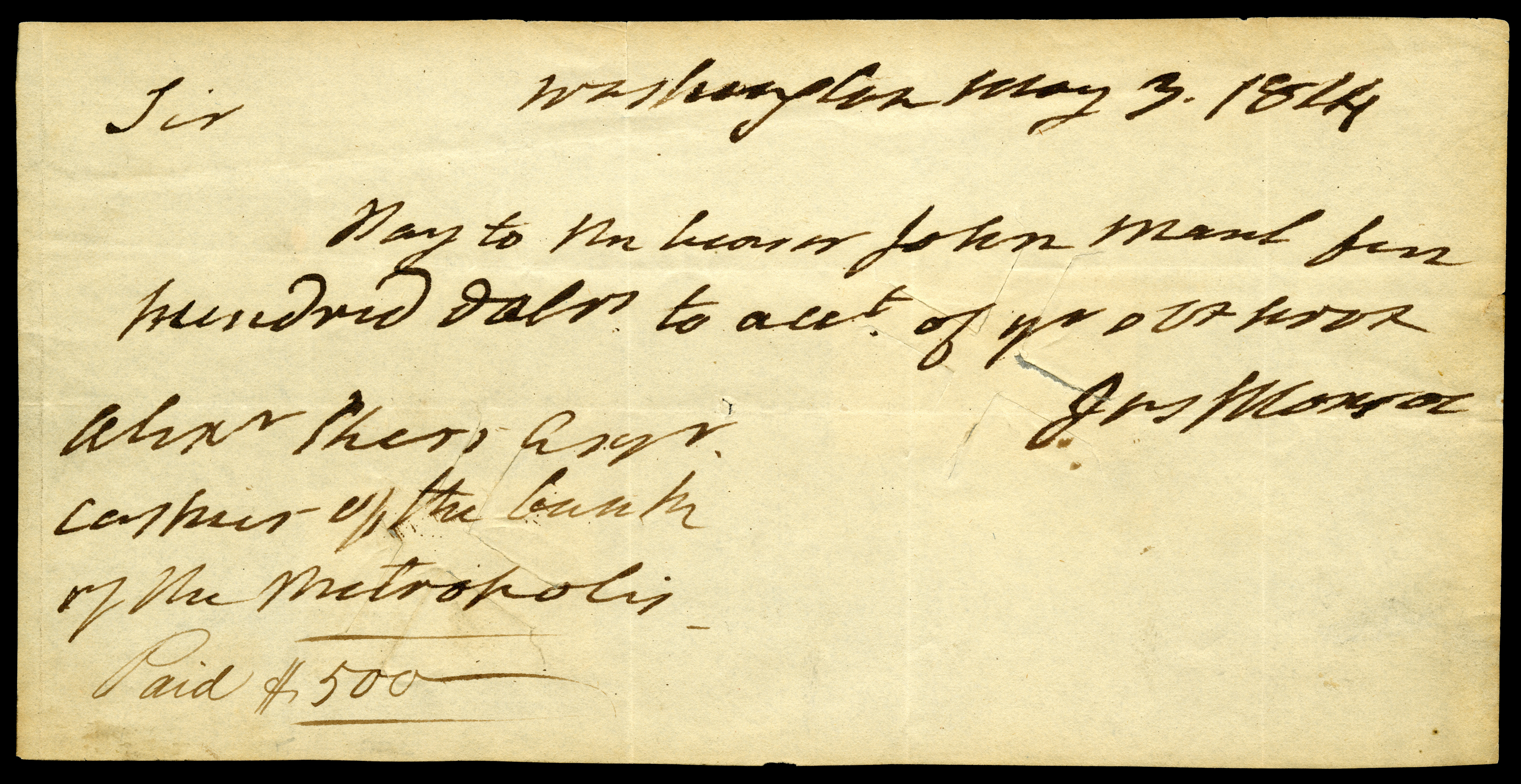
Un assegno firmato del presidente.

### Panico del 1819
A partire dal secondo anno del suo primo mandato il presidente dovette affrontare una grave crisi economica, nota in seguito col nome di panico del 1819, la prima grande recessione che colpì la giovane nazione dopo la ratifica della Costituzione nel 1788.
L'ondata di panico derivò principalmente dall'improvviso declino delle importazioni e delle esportazioni e dal crollo dei prezzi agricoli quando il mercato internazionale cominciò a riadattarsi al commercio e alla produzione in tempo di pace all'indomani della guerra anglo-americana (1812 - 1814) e delle guerre napoleoniche (fino al 1815) europee. La depressione negli Stati Uniti fu aggravata da una speculazione sulle terre pubbliche, alimentata dall'emissione senza regole di carta moneta da parte degli istituti bancari e dalle preoccupazioni interconnesse al mondo degli affari. La Seconda banca degli Stati Uniti non riuscì a limitare l'impennata dell'inflazione almeno fino alla fine del 1818, quando infine iniziò a prendere misure per ridurre il credito. Alle varie filiali venne ordinato di non accettare alcuna cambiale né polizza se non le proprie, di presentare tutti i titoli di credito di Stato per il pagamento immediato e di non rinnovare prestiti o mutui personali. Tali politiche di contrazione monetaria produssero effetti dannosi, minando la fiducia dell'opinione pubblica nel sistema bancario e favorendo l'insorgenza del panico.
Monroe aveva scarso controllo sulla politica economica; nei primi decenni del XIX secolo un tale potere si fondava principalmente sui singoli Stati e sulla Seconda banca. Con il diffondersi della crisi, il presidente si rifiutò di convocare una sessione speciale del Congresso per affrontare la situazione economica. Quando il Congresso si riunì infine nel dicembre del 1819, il presidente richiese un aumento della tariffa daziaria, ma si rifiutò di raccomandare della tariffe indirizzate verso settori specifici. Il Congresso non prese provvedimenti fino alla promulgazione della legge sui dazi del 1824.
Il panico provocò un alto tasso di disoccupazione, una crescita del numero dei fallimenti e dei pignoramenti, producendo un forte risentimento popolare nei confronti sia delle banche che delle imprese in genere.
Il malcontento verso la banca centrale spinse il Maryland ad adottare una tassa sulla filiale della banca nazionale presente sul proprio territorio. Di lì a poco la Corte Suprema emise il suo verdetto decidendo sul caso McCulloch contro Maryland, una grossa sconfitta per i difensori dei diritti degli Stati in quanto fu proibito ai singoli Stati di tassare le filiali della banca. Il Presidente della Corte Suprema John Marshall articolò un'ampia rilettura della "clausola corretta e necessaria" ("Necessary and Proper Clause"), ritenendo che la Costituzione nazionale concedesse al Congresso anche poteri non espressamente definiti. La decisione della Corte alimentò il risentimento popolare nei riguardi della banca centrale, suscitando timori sulla portata crescente del potere federale.

### Emerge il problema schiavista

#### Compromesso del Missouri
Dall'inizio del 1818 Henry Clay e il delegato territoriale John Scott cercarono di ottenere l'ammissione del Territorio del Missouri in qualità di nuovo Stato federato; la Camera dei Rappresentanti non votò sul disegno di legge prima della sospensione del Congresso ad aprile, ma riprese la questione alla riconvocazione a dicembre. Nell'occasione il deputato James Tallmadge dello Stato di New York "lanciò una vera e propria bomba nell'era dei buoni sentimenti" proponendo due emendamenti, noti collettivamente come l'emendamento Tallmadge. In essi si chiedeva di proibire qualsiasi ulteriore introduzione di schiavi nell'oramai prossimo Stato, il Missouri, e stabilendo che tutti i bambini ivi nati da genitori schiavi avrebbero dovuto essere considerati liberi a partire dall'età di 25 anni. Queste proposte aprirono il primo grande dibattito nazionale sulla questione della schiavitù dopo la ratifica della Costituzione facendo emergere le divisioni territoriali tra il Nord e i territori del West da una parte (dove vigeva il "lavoro libero") e l'aristocratico sistema agrario dei latifondisti di piantagioni del Sud.

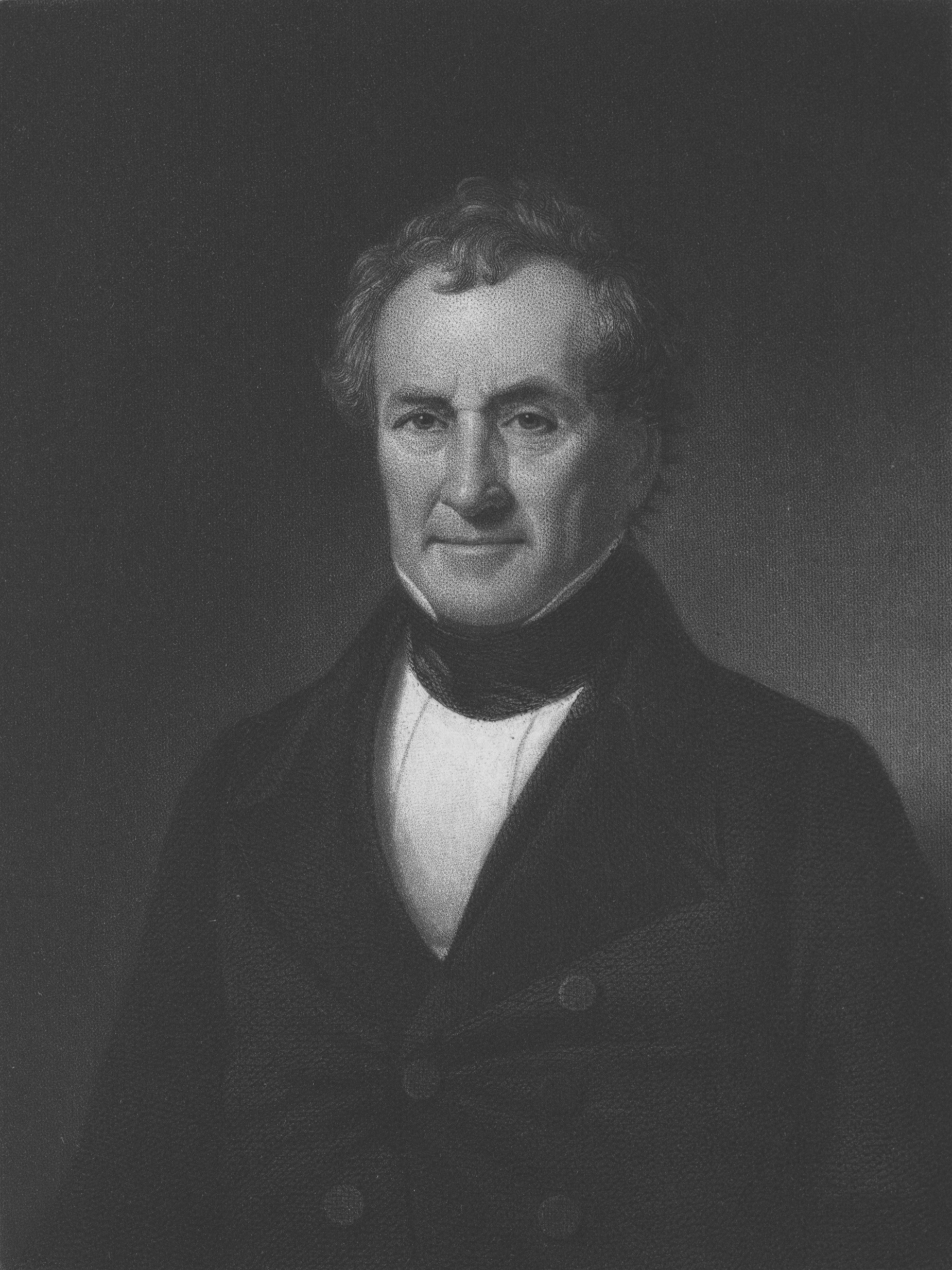
Ritratto di James Tallmadge.

Gli esponenti del Partito Democratico-Repubblicano settentrionali si coalizzarono con i residui del Partito Federalista a sostegno dell'esclusione costituzionale della pratica schiavista nel Missouri; mentre gli esponenti del Sud espressero quasi all'unanimità la propria contrarietà ad una tale restrizione (la quale avrebbe di fatto impedito l'insediamento nei territori ai coloni proprietari di schiavi). I nordisti concentravano i loro argomenti sull'immoralità dello schiavismo; i sudisti sostenevano l'incostituzionalità del bando dello schiavismo all'interno di un qualsiasi Stato dell'Unione.

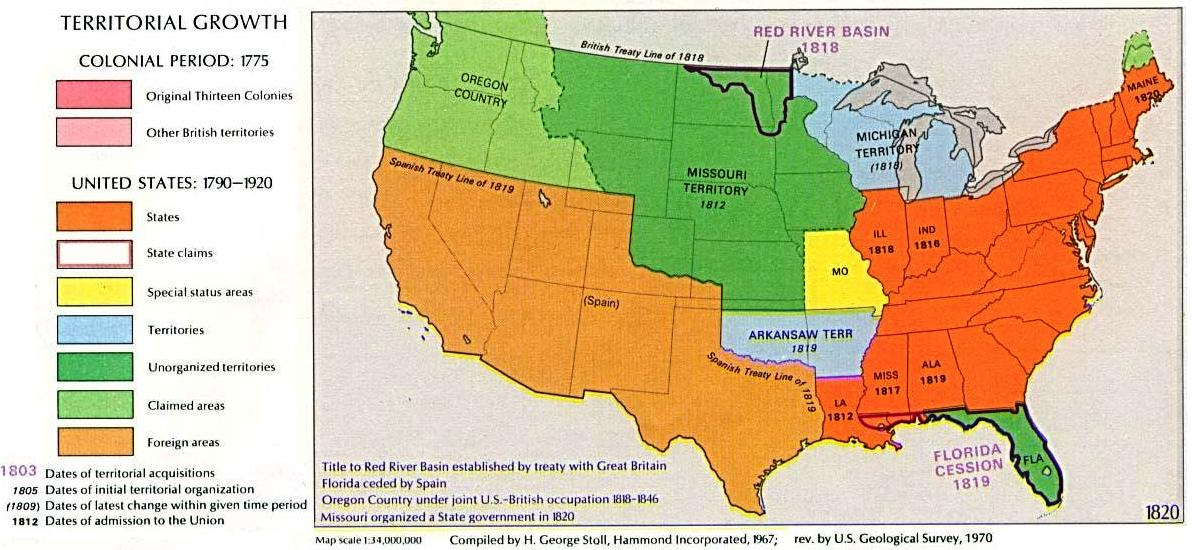
Il compromesso del Missouri proibì la schiavitù nel territorio delle Grandi Pianure non ancora organizzato (in verde scuro), mentre lo permetteva nel Missouri (in giallo) e nel Territorio dell'Arkansas (l'area blu).

Il disegno di legge, arricchito dagli emendamenti di Tallmadge, fu approvato dalla Camera con favorevoli e contrari dati per lo più su base geografica, anche se dieci deputati degli Stati liberi della Nuova Inghilterra si unirono ai deputati schiavisti del profondo Sud su almeno una delle disposizioni. Il disegno di legge arrivò al Senato - controllato dai sudisti - ove entrambi gli emendamenti vennero respinti; a questo punto venne istituito una commissione bicamerale Camera-Senato che però non riuscì a risolvere il disaccordo, con la conseguenza che l'intera legge per favorire l'ingresso del Missouri decadde.
Il Congresso riprese la questione quando si riunì nuovamente nel dicembre del 1819. Il presidente Monroe, egli stesso proprietario di schiavi, minacciò di ricorrere al suo diritto di veto contro qualsiasi proposta di legge che limitasse la proprietà di schiavi nel Missouri. Appoggiò quindi il tentativo del senatore James Barbour e di altri membri del Congresso sudisti di ottenere l'ammissione del nuovo Stato come schiavista come contrappeso al riconoscimento del nuovo Stato libero del Maine (all'epoca facente ancora parte del Massachusetts).

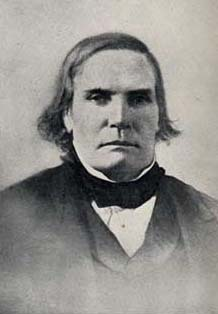
Ritratto di Jesse Burgess Thomas.

Nel febbraio del 1820 il deputato Jesse Burgess Thomas dell'Illinois propose l'idea di un "compromesso" nel quale si accettava che il Missouri fosse ammesso come Stato schiavista, ma che la schiavitù sarebbe stata invece esclusa in tutti i rimanenti territori posti a settentrione del 36° 30' parallelo di latitudine Nord. 

La "linea rossa" data dal 36° 30' parallelo di latitudine Nord la quale, secondo le intenzioni del compromesso del Missouri avrebbe dovuto separare gli Stati liberi (blu) da quelli schiavisti (rosso).

Come molti altri esponenti sudisti, anche il presidente arrivò a considerare la proposta di Thomas come un ragionevole compromesso che avrebbe salvaguardato il più possibile gli interessi dei proprietari di schiavi. Il Senato approvò pertanto un progetto di legge includente la restrizione geografica della schiavitù, prevedendo l'ammissione contemporanea del Missouri e del Maine. La Camera diede il via libera al disegno di legge del Senato con un margine di favorevoli ristretto; Monroe, dopo essersi consultato con i suoi ministri, lo promulgò in legge nell'aprile 1820.
La questione concernente l'ammissione del Missouri tornò d'attualità verso novembre; la Costituzionale dello Stato difatti previde una disposizione che impediva agli afroamericani liberi del Nord di entrare nel territorio del nuovo Stato, limitazione che suscitò lo sdegno dei nordisti. Grazie alla mediazione di Clay fu finalmente approvata la legge di ammissione, con la condizione che la clausola di esclusione della Costituzione del Missouri "non dovesse mai venire interpretata per autorizzare l'approvazione di una legge che intaccasse le prerogative e i diritti garantiti a qualsiasi cittadino statunitense" (la Privileges and Immunities Clause). Una tale disposizione, rimasta volutamente ambigua, è talvolta nota come "secondo compromesso del Missouri". Per molti si trattò di una pillola amara da ingoiare e la successiva ammissione di nuovi Stati come liberi o schiavisti divenne sempre più una questione importante; i decenni a seguire videro approfondirsi il solco d'incomprensione reciproca che si stava scavando tra il Nord abolizionista ed il Sud schiavista.

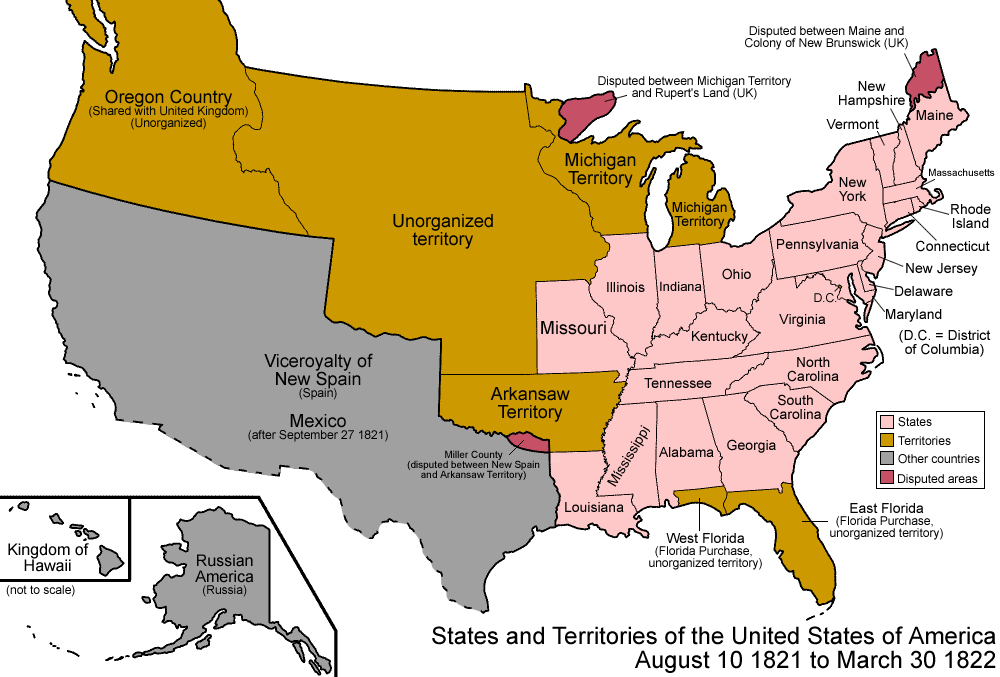
Gli Stati Uniti d'America nel 1821.

Dovranno trascorrere ancora 40 anni prima di poter assegnare la vittoria all'abolizionismo, supportato prima dal "Proclama di emancipazione" del 1862-63 voluto da Abraham Lincoln e poco dopo dall'approvazione delle modifiche costituzionali rappresentate dal XIII emendamento prima e dal XIV emendamento poi.

#### American Colonization Society
Già prima dell'arrivo alla presidenza di Monroe aveva iniziato a prendere piede un movimento che sosteneva la colonizzazione di una parte del Continente africano da parte degli afroamericani liberi; il deputato della Virginia alla Camera dei Rappresentanti Charles Fenton Mercer e il reverendo Robert Finley del New Jersey fondarono nel 1816 l'American Colonization Society (ACS) per promuovere l'obiettivo della colonizzazione africana. La maggior parte dei seguaci dell'associazione sosteneva la colonizzazione come un modo per provvedere alla graduale emancipazione degli schiavi e così diversificare l'economia del profondo Sud ancorata alla monocoltura di piantagione di cotone; ma essa interessava anche i sudisti schiavisti, il cui obiettivo era di non avere neri liberi, che avrebbero potuto provocare tensioni tra gli schiavi neri.
L'ACS attirò numerosi sostenitori di spicco, tra cui l'ex presidente James Madison, il giudice della Corte suprema Bushrod Washington e il politico del Kentucky Henry Clay. Nel 1819 la presidenza Monroe acconsentì a concedere finanziamenti all'associazione e, proprio come la Seconda banca degli Stati Uniti, la società operò come un partenariato misto pubblico-privato.

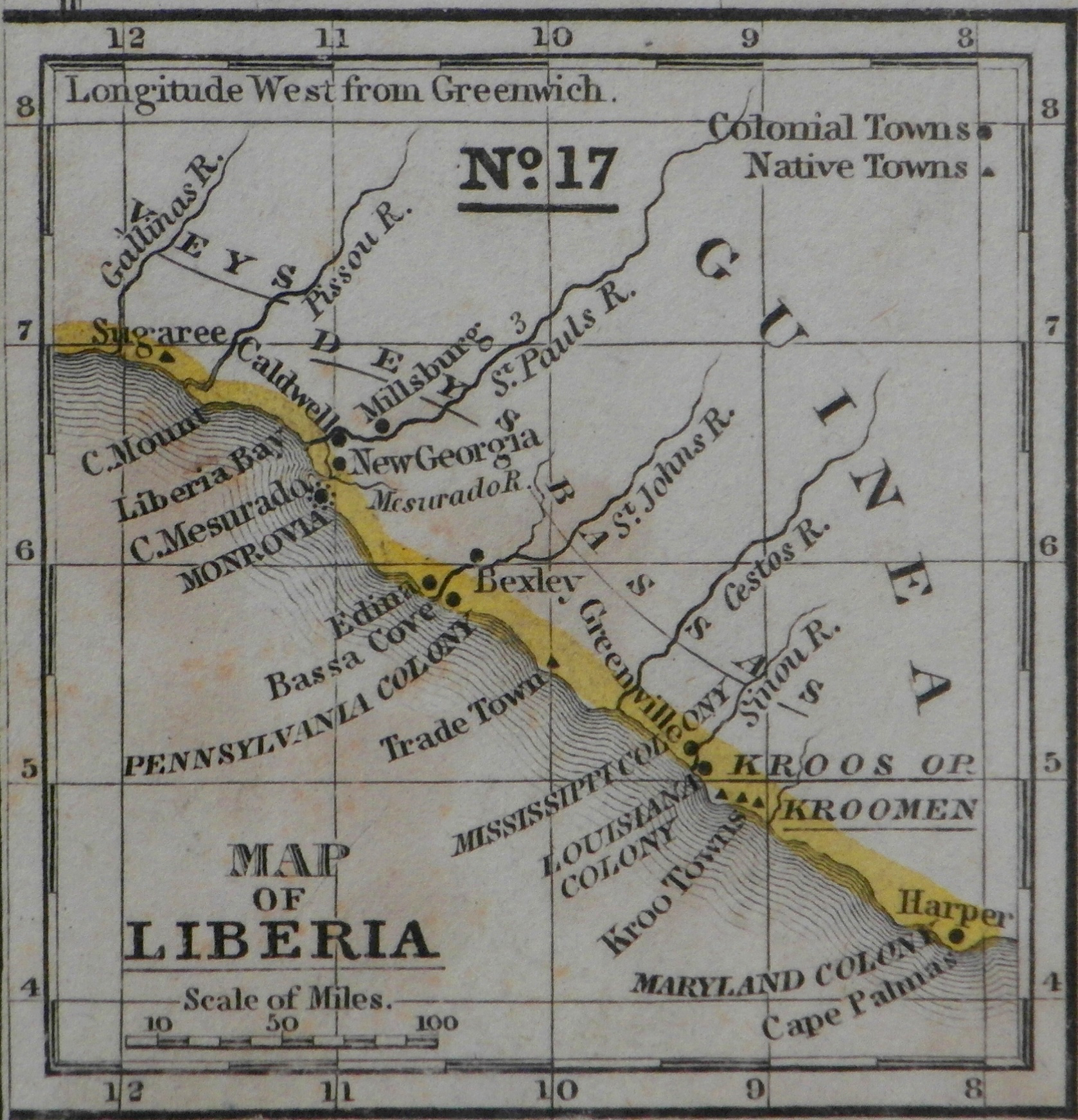
La colonia statunitense della Liberia negli anni 1830.

La United States Navy aiutò l'ACS a stabilire una colonia nell'Africa occidentale, confinante con la Sierra Leone, altro insediamento fondato espressamente per i neri liberi.
La nuova colonia venne battezzata Liberia e la sua capitale prese il nome di Monrovia in onore del presidente. Intorno al 1860 oltre 10.000 afroamericani erano emigrati in Liberia.

I colori della bandiera della Liberia ispirati da quelli della bandiera degli Stati Uniti d'America.

Sebbene almeno inizialmente intendesse essere una colonia permanente statunitense, nel 1847 la Liberia dichiarò ufficialmente la propria indipendenza.

#### Monroe e la schiavitù
Il presidente possedette decine di schiavi. Secondo lo storico contemporaneo William Seale portò con sé diversi schiavi a Washington per servire alla Casa Bianca durante il suo mandato; un tale atteggiamento era tipico anche dei suoi predecessori proprietari di schiavi, poiché il Congresso non aveva ancora provveduto a fornire di un adeguato personale domestico i presidenti.
Presiedendo l'assemblea costituzionale della Virginia, svoltasi a partire dall'autunno del 1829, Monroe ribadì la sua convinzione che la schiavitù fosse un'autentica "piaga sociale" che già a suo tempo la colonia della Virginia aveva tentato di sradicare. "Qual è stata l'origine della nostra popolazione di schiavi?" si chiese retoricamente: "Il male iniziò quando eravamo ancora nel nostro Stato coloniale, ma le prime leggi per l'estirpazione furono approvate dal nostro parlamento, che proibirono l'importazione di altri schiavi, ma esse furono rigettate dalla Corona che invece appoggiava la tratta atlantica degli schiavi africani".
Con grande disappunto dei sostenitori dei diritti degli Stati, fu sempre incline a concedere l'aiuto finanziario del Governo federale per emancipare e trasportare via gli schiavi così liberati in altri paesi. All'assemblea fece la sua dichiarazione pubblica finale sulla schiavitù, proponendo che la Virginia emancipasse e trasferisse in massa i suoi schiavi con "l'aiuto dell'intera nazione".

### Lavori pubblici
Poiché gli Stati Uniti continuavano ad espandersi, l'opinione pubblica cominciò a sostenere la costruzione di infrastrutture. L'aiuto federale per realizzare tali progetti evolvette però assai lentamente e senza una vera pianificazione, anche a causa dei compromessi tra fazioni parlamentari su base geografica; il governo si preoccupò quindi della costituzionalità del coinvolgimento federale: la controversia sui diritti degli Stati prese in tal modo il via. Il presidente riteneva che la nazione avesse bisogno di migliorare le proprie infrastrutture se voleva crescere e prosperare economicamente, ma si preoccupò anche della costituzionalità del ruolo federale nelle relative costruzioni, manutenzioni e gestioni di un sistema di trasporti a livello nazionale. Monroe esortò ripetutamente il Congresso ad approvare un emendamento che lo autorizzasse a finanziare le infrastrutture, senza successo, in parte perché molti parlamentari consideravano che la Costituzione autorizzasse già il finanziamento federale dei lavori pubblici.

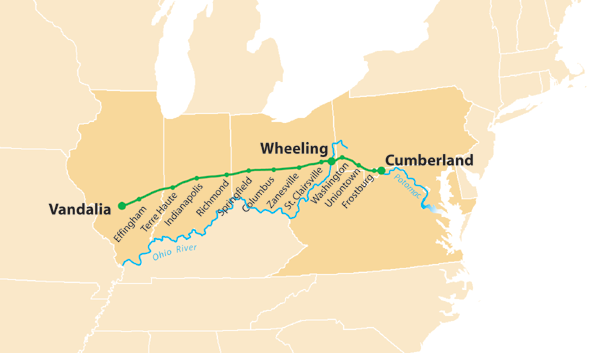
Mappa della rotta della National Road.

Gli Stati Uniti avevano già iniziato a costruire la National Road a partire dal 1811 ed entro la fine del 1818 questa collegò il fiume Ohio con il fiume Potomac. Nel 1822 il Congresso approvò un disegno di legge che autorizzava la riscossione del pedaggio lungo la grande via; gli incassi avrebbero dovuto essere utilizzati per finanziare la manutenzione dell'opera. Fedele alla sua posizione riguardo ai lavori pubblici, il presidente pose il veto al disegno di legge. In una elaborata relazione, Monroe espose le proprie opinioni costituzionali sull'argomento; il Congresso avrebbe ben potuto incamerare il gettito del pedaggio, ammise, ma non avrebbe però potuto intraprendere l'effettiva costruzione di opere nazionali né tanto meno assumere giurisdizione su di esse.

Il percorso del canale Chesapeake & Delaware.

Nel 1823 Monroe propose che il Congresso lavorasse con i singoli Stati per costruire un vasto sistema di canali artificiali che collegassero i fiumi che collegano l'Oceano Atlantico con il Territorio del nord-ovest in tutta la sua estensione, ed alla fine firmò un progetto di legge che prevedeva investimenti nella "Chesapeake & Delaware Canal Company". La richiesta di Monroe nei riguardi della canalizzazione traeva ispirazione dall'imminente completamento del Canale Erie, che avrebbe collegato per via diretta New York con i Grandi Laghi.

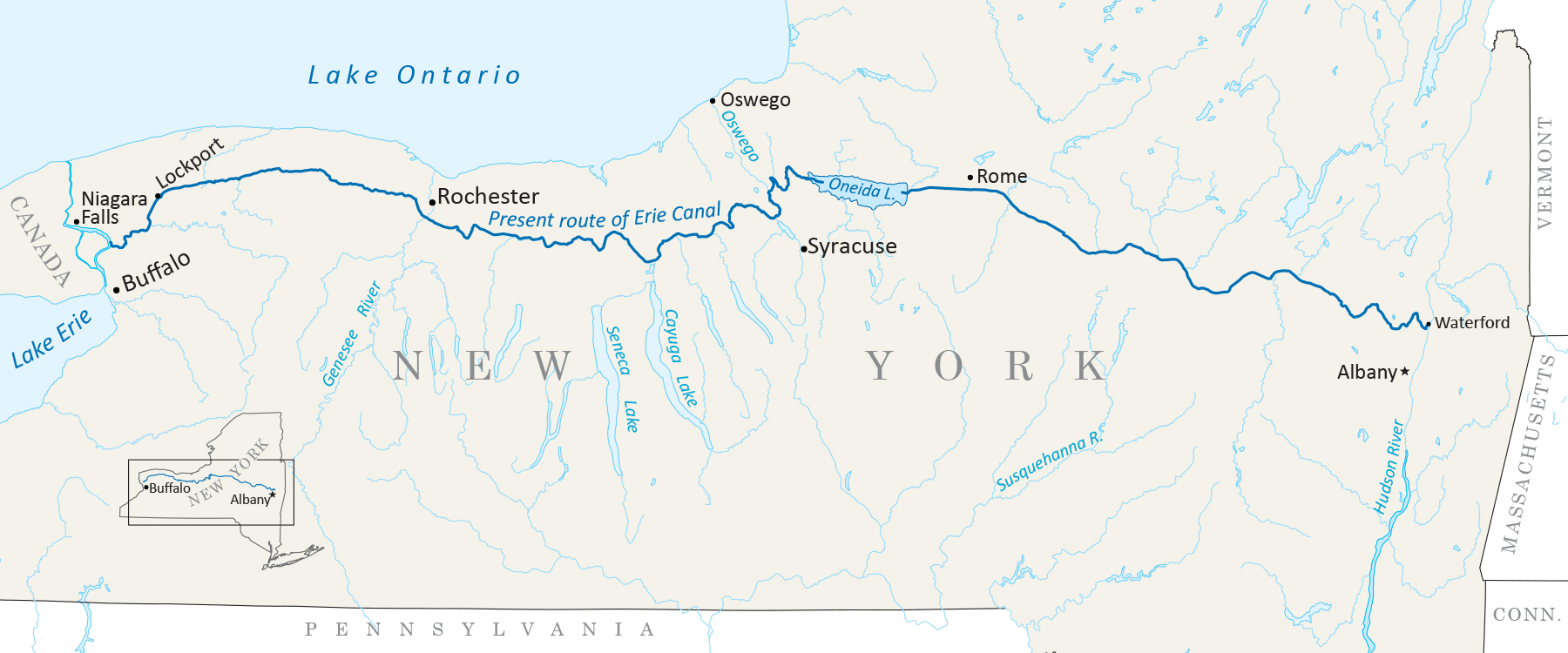
Mappa della rotta odierna del Canale Erie.

Nel 1824 la Corte Suprema trattò il caso Gibbons contro Ogden, sentenziando che la "clausola del commercio" presente nella Costituzione conferiva al Governo federale un'ampia autorità nell'ambito del commercio inter-statale. Poco dopo il Congresso votò due importanti leggi che, insieme, segnarono l'inizio del continuo coinvolgimento federale nelle grandi opere civili; il General Survey Act autorizzò il presidente a commissionare rilevamenti e sondaggi su strade e canali di importanza nazionale. Monroe ne affidò la responsabilità all'United States Army Corps of Engineers. La seconda legge, approvata in via definitiva il mese seguente, stanziò una somma di 75.000 dollari per migliorare la navigazione sul fiume Ohio e sul fiume Mississippi rimuovendo banchi di sabbia, spuntoni di roccia ed altri ostacoli. Successivamente la legge subì modifiche per includervi ulteriori corsi d'acqua, come ad esempio il fiume Missouri.

### Frontiera occidentale

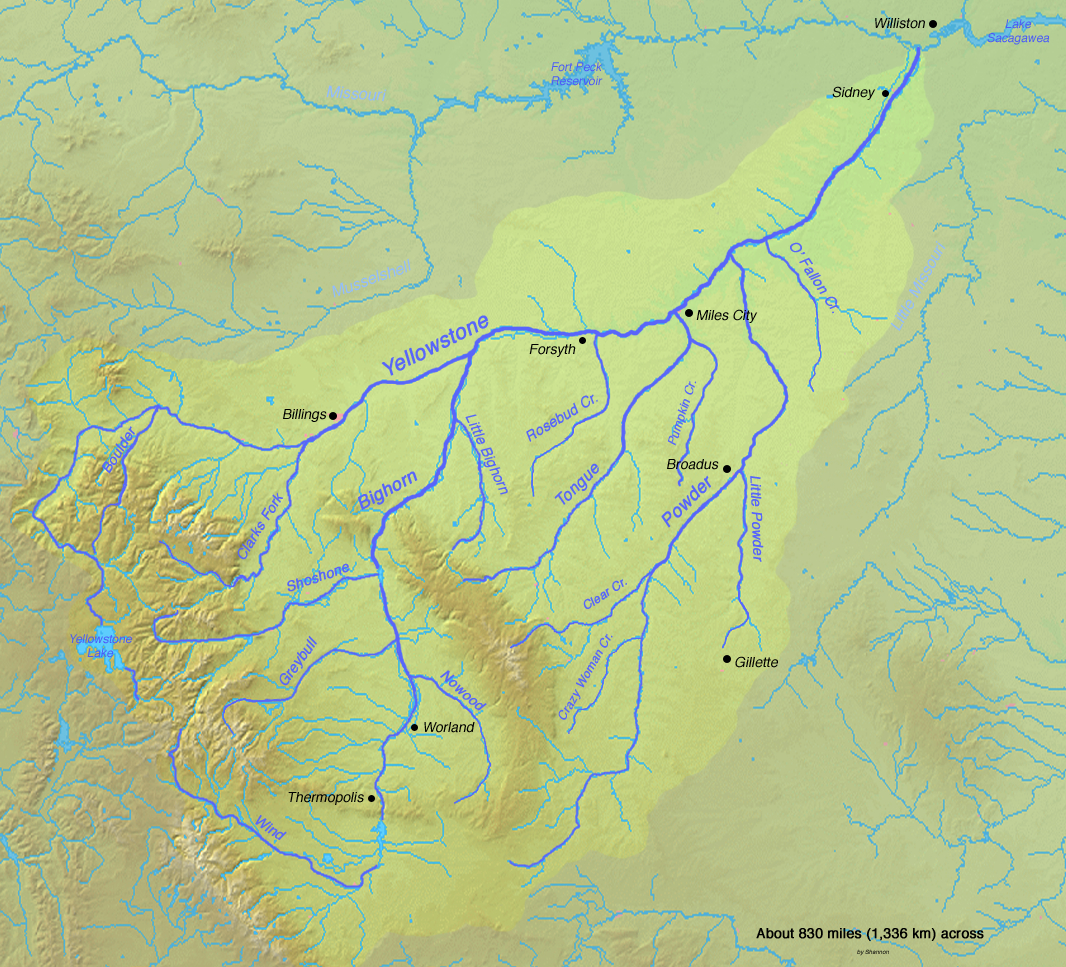
Mappa del bacino idrografico del fiume Yellostone.

Monroe si occupò molto della frontiera occidentale, principale occupazione del segretario alla Guerra John Calhoun; questi organizzò una spedizione esplorativa in direzione del fiume Yellostone con l'intento di estendervi sia l'influenza sia la conoscenza della regione ottenuta con l'acquisto della Louisiana. La spedizione subì varie battute d'arresto, ma grazie soprattutto alla volontà e agli sforzi di scienziati come il geologo e botanico Edwin James aumentò la conoscenza della flora e della fauna di quell'immenso territorio ancora del tutto sconosciuto.

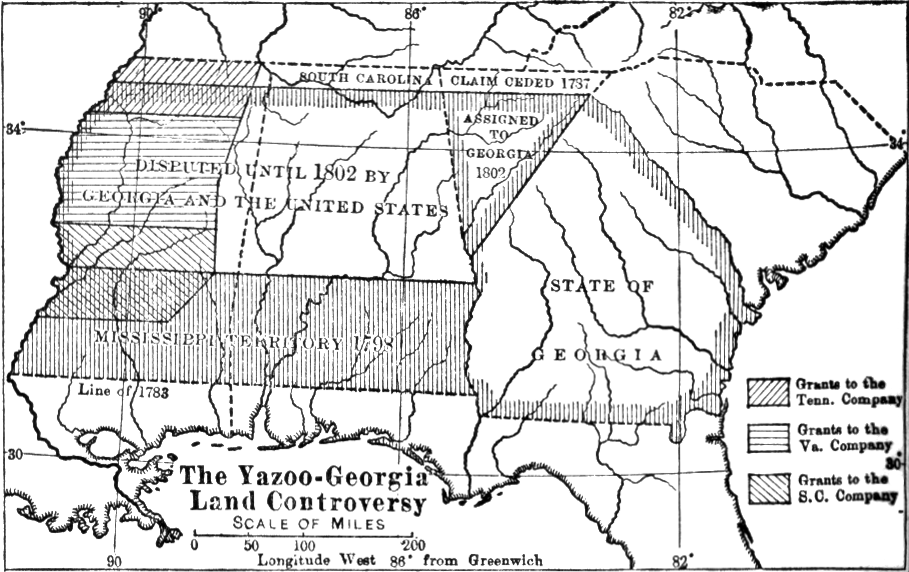
Mappa delle terre Yazoo soggette a disputa con la Georgia.

### Questione indiana
Il governo federale assunse il controllo delle terre Yazoo, prima sotto la giurisdizione della Georgia, attraverso il "patto del 1802"; come parte integrante di tale accordo Thomas Jefferson aveva promesso di espellere i nativi americani da sempre ivi presenti. I georgiani quindi fecero pressioni su Monroe per l'attuazione del piano di espulsione degli "indiani" rimasti nelle regioni ad ovest del fiume Mississippi; il governo offrì di acquistare le loro terre ma i nativi americani respinsero tutte le offerte. Il presidente non era disposto a usare la forza per espellere le tribù native, per cui non intraprese alcuna altra azione in tal senso.

## Politica estera

Il Vicereame della Nuova Spagna nel 1800.

### Relazioni con l'impero spagnolo
L'impero spagnolo si ritrovò ad affrontare una preoccupante situazione interna all'indomani delle grandi guerre napoleoniche; rimasto praticamente senza riserve sia di mezzi sia di uomini dopo la guerra d'indipendenza spagnola contro la Grande Armata di Napoleone Bonaparte e il primo Impero francese, i primi rivoluzionari originari dell'America Latina cominciarono a reclamare l'indipendenza.

La Florida occidentale nelle mani dell'impero britannico (1763- 1810).

Già a partire dal 1810 gli Stati Uniti avevano preso il controllo diretto di buona parte dell'ex Florida occidentale, abitata in prevalenza da britannici, e di lì a poco un numero sempre maggiore di coloni americani iniziarono a invadere il territorio confinante della Florida orientale ancora appartenente in via ufficiale al Vicereame della Nuova Spagna. Con una presenza militare sul posto di scarsa entità, gli spagnoli non sembrarono in grado di contrastare i gruppi Seminole che periodicamente eseguivano incursioni sui villaggi e le fattorie statunitensi di nuova formazione al di là della frontiera e che proteggevano gli schiavi fuggitivi dagli Stati Uniti.
L'acquisizione della Florida era da tempo uno degli obiettivi del presidente, di John Quincy Adams e degli altri principali esponenti del Partito Democratico-Repubblicano, poiché l'autorità sulla regione avrebbe consolidato il controllo sulle terre sud-orientali sottraendole all'influenza congiunta britannico-spagnola.

Il Vicereame della Nuova Spagna nel 1819.

#### Prima guerra Seminole
Per fermare le incursioni dei nativi americani, l'esercito statunitense condusse azioni sempre più frequenti ed in profondità nel territorio rimasto ancora formalmente sotto il governo spagnolo.

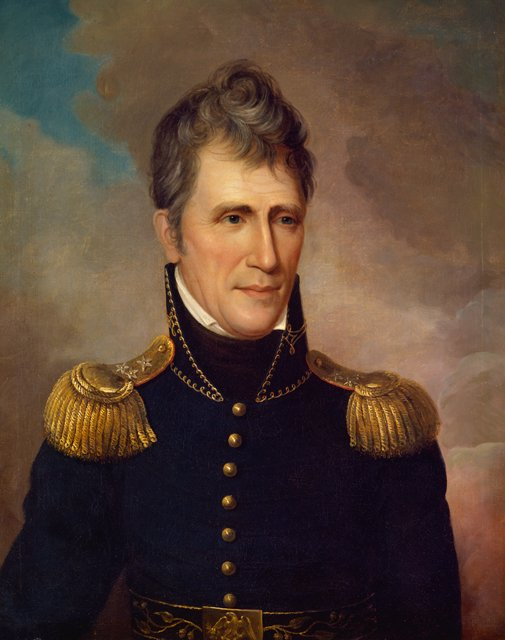
Il generale Andrew Jackson nel 1819 in un ritratto di Charles Willson Peale.

All'inizio del 1818 Monroe inviò il generale Andrew Jackson al confine tra Florida e Georgia per reprimere le scorrerie dei Seminole, autorizzandolo ad assalire gli accampamenti indiani situati nella Florida spagnola, senza attaccare gli insediamenti europei. In quella che divenne nota come prima guerra seminole, Jackson attraversò il territorio spagnolo e attaccò il forte di San Marcos (l'odierno San Marcos de Apalache Historic State Park); giustiziò anche due britannici accusati di aver incitato i nativi a razziare le colonie americane. In seguito dichiarò che l'assalto al forte si era reso necessario in quanto gli spagnoli fornivano aiuti ai ribelli Seminole. Dopo la conquista del forte, si spostò con le proprie truppe in direzione di Pensacola, all'estremo ovest della penisola, riuscendo a catturare anche il suo forte entro il mese di maggio.
In una lettera personale a Jackson, Monroe lo rimproverò per aver di molto oltrepassato gli ordini imposti, ma riconobbe anche che poteva esser stato giustificato dalle circostanze dovute allo scontro armato con i Seminole. Sotto la direzione di Jackson l'azione militare si trasformò quindi rapidamente in un'autentica campagna d'invasione. Sebbene il presidente non avesse autorizzato gli attacchi alle postazioni spagnole, riconobbe che l'operato del generale aveva messo gli Stati Uniti in una posizione molto più forte nelle trattative in corso per l'acquisto della Florida, in quanto dimostrava che gli spagnoli non erano più in grado di difenderla. Monroe restituì il controllo della Florida agli spagnoli, chiedendo al contempo che questi aumentassero gli sforzi per prevenire le aggressioni dei Seminole. Alcuni ministri di Monroe, tra cui il segretario alla Guerra John Calhoun, volevano portare l'aggressivo generale Jackson davanti alla corte marziale, o almeno sottoporlo ad un aspro rimprovero. Solamente il segretario di Stato Adams sostenne che le azioni di Jackson fossero giustificate dall'incapacità degli spagnoli di controllare il loro territorio, sostenendo che gli spagnoli avevano lasciato che la Florida orientale diventasse "una terra di nessuno occupabile da ogni nemico, civilizzato o selvaggio, degli Stati Uniti e non avendo alcuna utilità pratica se non quella di essere nociva ad essi". Gli argomenti del ministro, assieme alla restaurazione del dominio spagnolo sulla Florida, convinsero sia gli spagnoli che gli inglesi a non cercare rappresaglie verso gli Stati Uniti per la condotta aggressiva di Jackson.
Le notizie sulle azioni del generale provocarono costernazione a Washington, al punto che fu avviata un'indagine parlamentare. Il potente senatore Henry Clay attaccò Jackson e propose ai suoi colleghi parlamentari di condannare pubblicamente le sue azioni. Anche molti sostenitori di Jackson si preoccupavano delle conseguenze di aver permesso ad un generale di scatenare una guerra senza il previo consenso del Congresso. Dominato dai Democratico-Repubblicani il 15º Congresso era favorevole all'espansionismo e si espresse di conseguenza a sostegno del popolare Jackson; la Camera dei deputati respinse tutte le mozioni di censura di Jackson, legittimando il tal modo il suo operato. La condotta di Jackson nella prima guerra Seminole avrebbe provocato altre polemiche negli anni successivi in quanto il generale affermò che il presidente gli aveva segretamente ordinato di attaccare gli insediamenti spagnoli, fatto sempre smentito da Monroe.

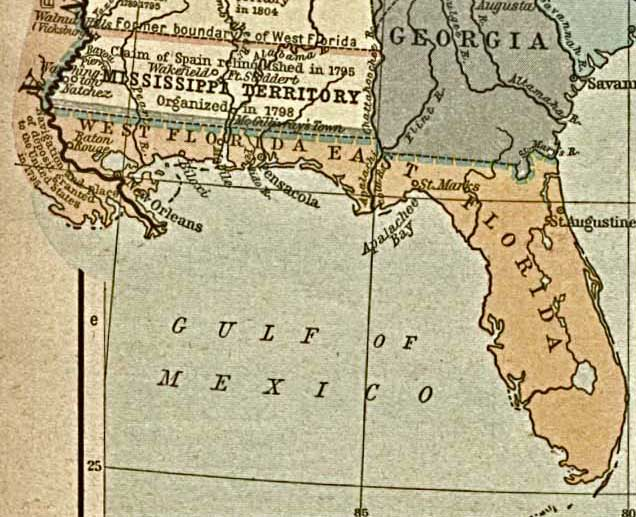
Il futuro territorio della Florida.

#### Acquisto della Florida
I negoziati per l'acquisto della Florida ebbero inizio nei primi mesi del 1818. L'ambasciatore don Luis de Onís li sospese quando seppe che Jackson aveva cominciato ad attaccare insediamenti spagnoli, per riprendere però i colloqui con il segretario Adams quando il governo federale restituì il controllo dei territori agli spagnoli. Il 22 febbraio del 1819 fu firmato il trattato Adams-Onís, che previde la cessione della Florida in cambio della presa in carico da parte dell'amministrazione statunitense dei risarcimenti che cittadini statunitensi chiedevano agli spagnoli, per un importo non superiore ai 5 milioni di dollari statunitensi.

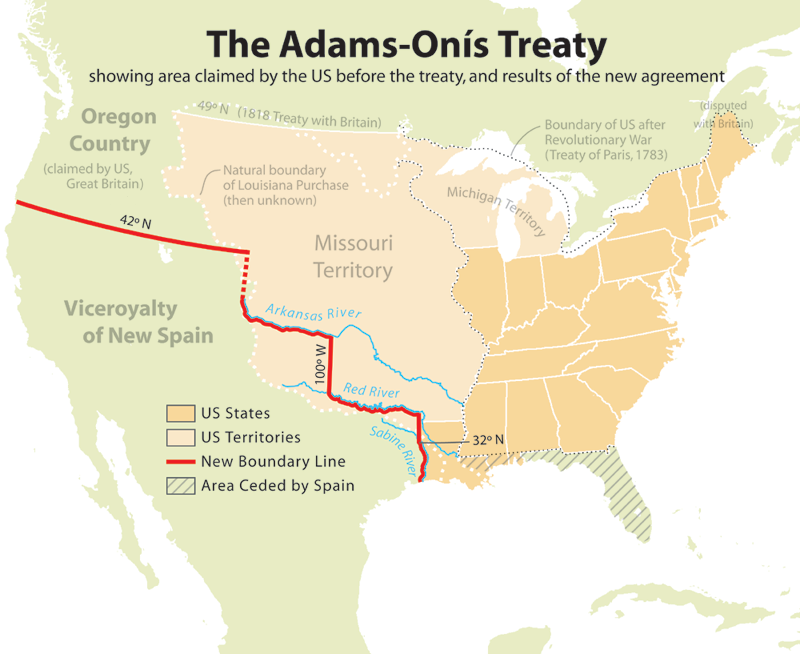
Mappa dei risultati conseguiti tramite il Trattato Adams-Onís.

Il trattato contenne anche una ridefinizione del confine tra i possedimenti spagnoli e gli Stati Uniti nell'America settentrionale: a partire dalla foce del fiume Sabine la linea corse lungo quel corso d'acqua fino a toccare il 32º parallelo nord, quindi volse a settentrione verso il Red River e seguendolo fino al 100º meridiano ovest, poi ancora a nord fino al fiume Arkansas e lungo quest'ultimo sino alla sua sorgente, poi di nuovo verso il 42º parallelo Nord, seguito fino all'Oceano Pacifico. Gli Stati Uniti rinunziarono a tutte le rivendicazioni ad ovest e a sud di questo confine, mentre gli spagnoli cessarono le loro pretese sull'Oregon Country. I successivi ritardi della Spagna a cedere la sovranità della Florida condussero alcuni parlamentari del Congresso a minacciare una dichiarazione di guerra, ma entro il febbraio del 1821 il controllo della Florida era pacificamente stato trasferito all'amministrazione Monroe. L'anno successivo fu organizzato il nuovo territorio della Florida.

### Relazioni con l'impero britannico
All'inizio del primo mandato Monroe negoziò due importanti accordi con l'impero britannico che risolsero le dispute sui confini rimaste in sospeso alla conclusione della Guerra anglo-americana. Il trattato Rush-Bagot firmato nell'aprile del 1817 regolò gli armamenti presenti sui Grandi Laghi e sul lago Champlain, demilitarizzando il confine meridionale del Nord America Britannico.

La linea del confine tra il Canada e gli Stati Uniti d'America, successivamente prolungata fino a comprendere anche l'Oregon Country dalla presidenza di James Knox Polk.

Il trattato del 1818 stilato nell'ottobre di quello stesso anno fissò la linea di confine tra il Canada e gli Stati Uniti d'America dall'odierno Minnesota fino alle Montagne Rocciose, all'altezza del 49º parallelo Nord; gli inglesi cedettero tutta la terra di Rupert a sud del 49º parallelo ad est dello spartiacque continentale, compresa l'intera colonia di Red River al di sotto di quella latitudine. Gli Stati Uniti a loro volta cedettero la parte più settentrionale del territorio del Missouri, sopra il 49º parallelo. L'accordo stabilì inoltre un'occupazione congiunta dell'Oregon Country per i successivi dieci anni.

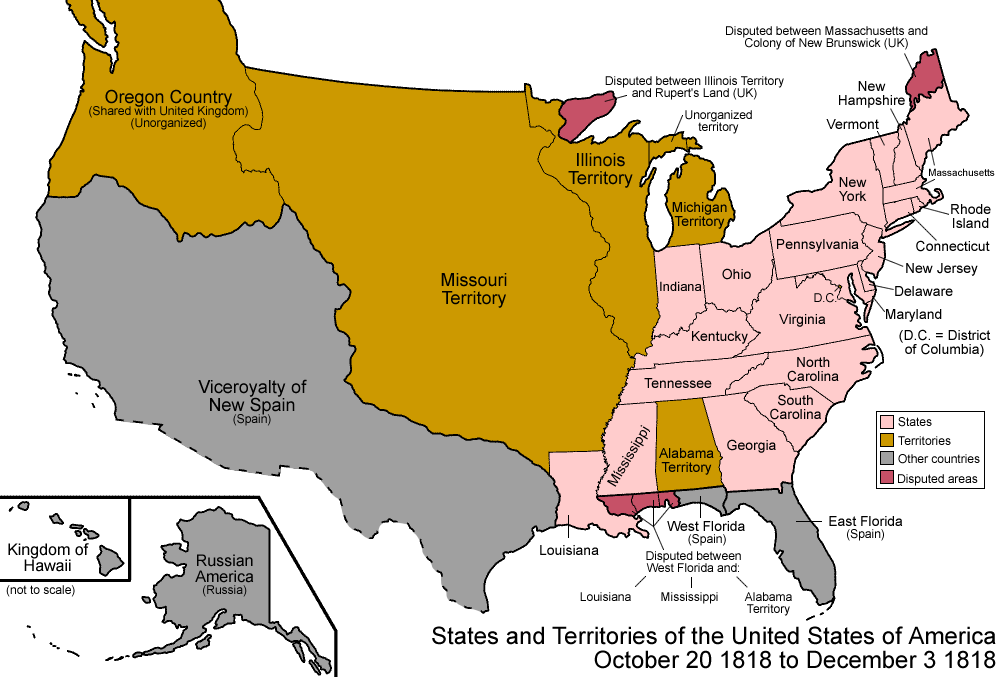
Il territorio del Missouri nel 1818.

Insieme tali trattati segnarono una sostanziale svolta nelle relazioni bilaterali sia con l'Impero britannico sia con il Canada, anche se non risolvevano tutte le questioni aperte. L'allentamento delle tensioni internazionali stimolò l'espansione commerciale, in special maniera quella concernente il cotone, giocando un ruolo nella successiva decisione britannica di astenersi dal partecipare alla prima delle guerre seminole a fianco dei nativi americani.

### America Latina

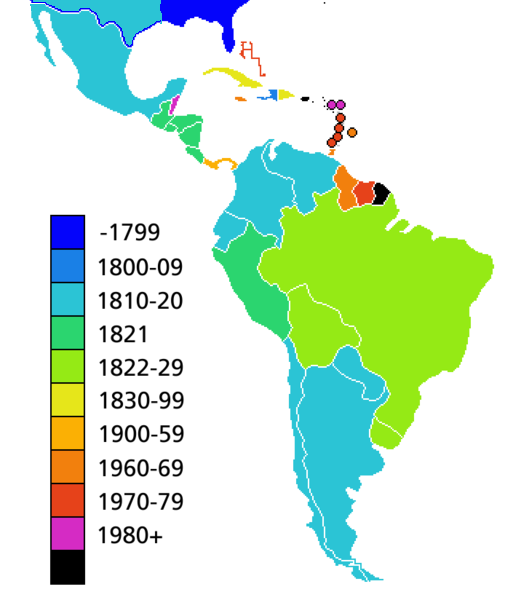
I paesi dell'America Latina per data d'indipendenza.

#### Assunzione d'impegni
Il presidente mostrò simpatia per i movimenti rivoluzionari dell'America Latina che propugnavano l'indipendenza dall'impero spagnolo; era determinato a non ripetere la politica di Washington nel corso della rivoluzione francese, quando gli Stati Uniti rinunciarono a sostenere i tentativi di insurrezione di popoli oppressi con l'obiettivo di instaurare nazioni repubblicane. Non previde un coinvolgimento militare, ma solamente sostegno morale, poiché credeva che un intervento diretto statunitense avrebbe spinto altre potenze europee in soccorso agli spagnoli. Nonostante queste personali inclinazioni, Monroe in un primo momento si rifiutò di riconoscere i nuovi governi latinoamericani a causa dei negoziati in corso proprio con gli spagnoli sulla penisola della Florida. Nel marzo del 1822 la presidenza Monroe finalmente decise di riconoscere ufficialmente l'indipendenza acquisita dall'Argentina, dal Perù, dalla Grande Colombia, dal Cile e dal primo Impero messicano. Il segretario di Stato John Quincy Adams, sotto la supervisione del presidente, scrisse le istruzioni per gli ambasciatori presso le nuove nazioni. Esse dichiaravano che l'indirizzo degli Stati Uniti era di appoggiare le istituzioni repubblicane e di cercare accordi commerciali sulla base della clausola della nazione più favorita. Gli Stati Uniti avrebbero quindi appoggiato accordi interamericani dedicati allo sviluppo di istituzioni economiche e politiche fondamentalmente divergenti da quelle fino ad allora prevalenti nel continente europeo. Monroe si dimostrò orgoglioso per il fatto che gli Stati Uniti fossero stata la prima nazione a riconoscere l'indipendenza di molte nuove nazioni a dare l'esempio al resto del mondo per il sostegno alla "causa della libertà e dell'umanità".
Nel 1824 venne stipulato con la nazione colombiana il trattato Anderson-Gual, una dichiarazione generale di pace, amicizia, libera navigazione e commercio; rappresentò il primo accordo bilaterale internazionale promulgato con un'altra nazione del continente americano.
Durante il decennio 1820 il numero dei consoli statunitensi inviati all'estero raddoppiò; per la gran parte erano in America Latina. Essi avrebbero fornito aiuto ai mercanti decisi ad espandersi nell'emisfero occidentale.

#### L'America agli americani
L'Impero britannico era molto interessato alla fine delle colonie spagnole, poiché queste avevano grandi limitazioni a commerciare con potenze straniere. Nell'ottobre del 1823 l'ambasciatore statunitense a Londra Richard Rush informò il segretario di Stato John Quincy Adams che il suo omologo britannico George Canning desiderava una dichiarazione congiunta ufficiale che dissuadesse altre potenze ad intervenire in America centrale e meridionale. Canning era motivato in parte dalla restaurazione del re Ferdinando VII di Spagna da parte dei francesi; l'impero britannico temeva che la Francia o la Santa Alleanza composta da impero austro-ungarico, regno di Prussia e impero russo avrebbe finito con l'aiutare gli spagnoli nel riprendere il controllo delle sue colonie oltremare: cercò quindi la collaborazione degli Stati Uniti per opporsi ad un tale intervento. Monroe discusse diffusamente della proposta inglese con Adams, e ne discusse anche con i propri predecessori Thomas Jefferson e James Madison.

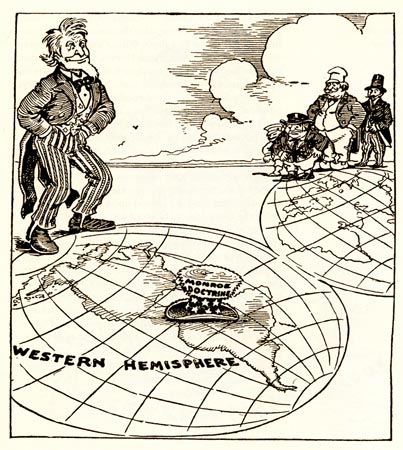
Vignetta illustrativa della dottrina Monroe risalente agli inizi del XX secolo: lo Zio Sam è l'unico padrone dell'America.

All'inizio Monroe era incline ad accettare la proposta inglese e sia Jefferson che Madison erano d'accordo. Adams tuttavia espresse una vigorosa opposizione alla cooperazione con i britannici, sostenendo che una dichiarazione bilaterale avrebbe potuto limitare l'espansione degli Stati Uniti in un futuro prossimo; oltre a ciò Adams e il presidente condividevano la riluttanza ad apparire come l'alleato debole. Anziché rispondere direttamente all'offerta di Canning, Monroe scelse di rilasciare una dichiarazione riguardante l'America Latina nel messaggio annuale al Congresso del 1823. In una serie d'incontri con i suoi ministri, il presidente formulò la politica ufficiale concernente l'intervento di potenze europee nel continente americano. In particolar modo Adams svolse un ruolo importante in tali riunioni, e convinse Monroe di evitare d'inimicarsi i membri della "Santa Alleanza" con un linguaggio troppo bellicoso.
Il messaggio presidenziale annuale fu letto da entrambe le Camere del Congresso il 2 dicembre 1823: in esso si articolò quella che divenne nota come la dottrina Monroe. Si ribadiva la tradizionale politica statunitense di neutralità nei confronti delle guerre e dei conflitti europei, ma fu proclamato anche che gli Stati Uniti non avrebbero mai più accettato la riconquista di alcun paese del Nuovo Mondo da parte degli antichi colonizzatori europei. Monroe dichiarò anche che le nazioni del Vecchio continente dovevano considerare l'emisfero occidentale ormai precluso alla colonizzazione. Era un segnale rivolto principalmente ai russi che proprio in quel periodo stavano tentando di espandere la loro colonia sulla costa settentrionale dell'Oceano Pacifico; allo stesso tempo il presidente affermò la non interferenza con le colonie europee preesistenti nelle Americhe.
La "dottrina Monroe" fu bene accolta sia negli Stati Uniti che nel Regno Unito, mentre i capi di Stato russi, francesi e austriaci la denunciarono, anche se non pubblicamente; le potenze europee sapevano che gli Stati Uniti non erano in grado di sostenere la nuova dottrina con le armi, ma la forza della Royal Navy britannica era un forte dissuasore. L'enunciazione della "dottrina Monroe" mostrò un nuovo livello di decisione da parte degli Stati Uniti nell'ambito delle relazioni internazionali, poiché rappresentava la prima rivendicazione della nazione di una propria sfera d'influenza; segnò anche il passaggio dell'orientamento psicologico del paese dall'Europa verso le Americhe. I dibattiti sulle questioni della politica estera non si concentrarono più tanto sulle relazioni con inglesi e francesi, quanto sull'espansione occidentale (il West) e sulle relazioni con i nativi americani. 

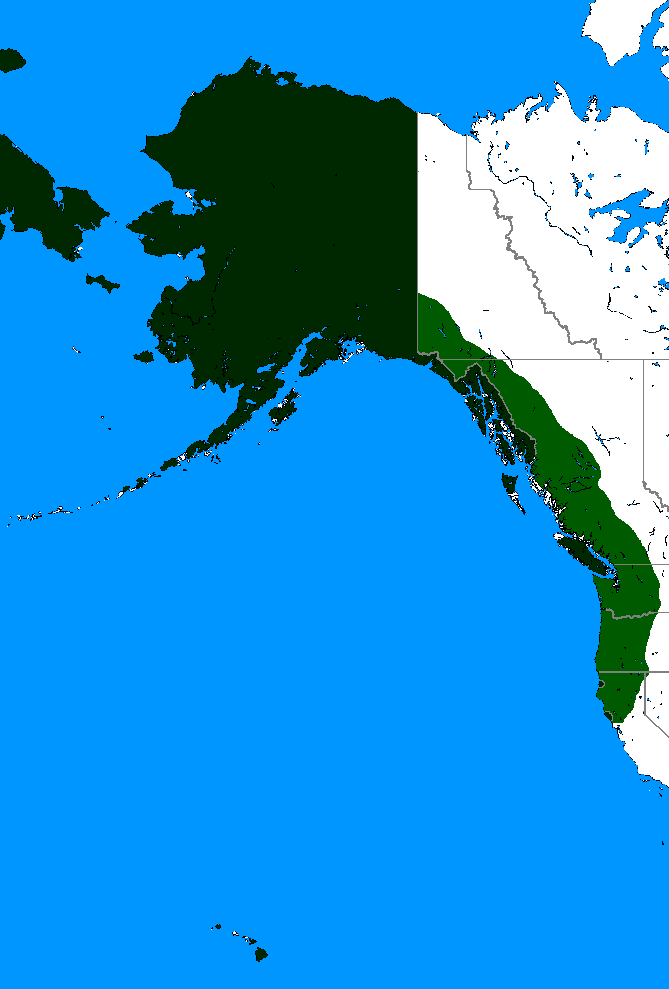
Rivendicazioni russe in America nei primi decenni del XIX secolo.

### Relazioni con l'impero russo
Nel corso del XVIII secolo l'impero russo aveva stabilito sulla costa del Pacifico settentrionale l'America russa (l'odierna Alaska). Nel 1821 lo zar Alessandro I di Russia emanò un editto ("ukase del 1821") che proclamò la sovranità russa sulla costa dell'America del Nord affacciata sull'Oceano Pacifico al di sopra del 51º parallelo nord; proibì quindi anche alle imbarcazioni straniere di avvicinarsi entro 115 miglia dal territorio rivendicato. Adams protestò con forza in quanto tale editto minacciava sia il commercio che le ambizioni espansionistiche statunitensi. Cercando d'instaurare relazioni favorevoli con gli Stati Uniti, i russi finirono con l'accettare il trattato russo-americano del 1824, in cui l'impero zarista limitò le proprie rivendicazioni alle terre poste a settentrione del parallelo 54°40′ nord, accettando inoltre di aprire i suoi porti alla marina mercantile statunitense.

## Elezioni presidenziali

### Elezioni presidenziali del 1820
Nel corso del primo mandato il paese subì una recessione economica a livello nazionale e l'espansione dello schiavismo era emerso come una questione di divisione interna,.

Risultati delle elezioni presidenziali negli Stati Uniti d'America del 1820.

Nonostante questi problemi il crollo oramai irreversibile del Partito Federalista lasciò Monroe senza alcuna opposizione organizzata di rilievo alle elezioni del 1820. Il presidente si ricandidò, senza avversari, unico presidente oltre a George Washington. Solamente un singolo grande elettore del New Hampshire, il giurista William Plumer, votò per John Quincy Adams, impedendo in tal maniera un voto unanime del Collegio elettorale; lo stesso Plumer rifiutò anche di esprimersi a favore di Daniel D. Tompkins per la carica di vicepresidente in quanto considerato essere "gravemente intemperante". Il suo esempio fu seguito da diversi delegati federalisti che, sebbene precedentemente impegnatisi a votare Tompkins, scelsero invece qualcun altro.

### Elezioni presidenziali del 1824
Il Partito Federalista era quasi dissolto al termine della presidenza Monroe e i principali candidati alle elezioni presidenziali del 1824 furono tutti esponenti del Partito Democratico-Repubblicano. Il segretario di Stato John Quincy Adams, il segretario alla Guerra John Calhoun, il segretario al tesoro William H. Crawford e il presidente della Camera dei Rappresentanti Henry Clay entrarono quindi in gara ciascuno con un consistente consenso. Crawford era a favore della sovranità dei singoli Stati e di un rigoroso rispetto letterale della Costituzione; mentre Calhoun, Clay e Adams propugnavano tutti i progetti di lavori pubblici infrastrutturali finanziati dal governo federale, alte tariffe daziarie e la Seconda banca degli Stati Uniti. All'approssimarsi delle elezioni improvvisamente si candidò anche il generale Andrew Jackson, motivato in ciò dalla rabbia per la condanna espressa sia da Clay che da Crawford delle sue azioni militari nella Florida orientale. Il processo di nomina del candidato di partito attraverso riunioni informali dei parlamentari al Congresso, in uso nelle precedenti elezioni per i Democratico-Repubblicani, era ormai screditato nel 1824; i candidati furono invece nominati dalle Assemblee legislative statali o scelti tramite convention. Con tre dei suoi ministri in gara, il presidente Monroe si mantenne neutrale.
Vedendo la forza della candidatura di Jackson, Calhoun abbandonò la candidatura alla presidenza per cercare quella alla vicepresidenza; i restanti concorrenti si basarono molto sul rispettivo sostegno regionale. Adams era popolare nella Nuova Inghilterra, Clay e Jackson si spartivano invece le nuove terre del West; Jackson e Crawford erano in competizione per il favore del profondo Sud.

Risultati delle elezioni presidenziali negli Stati Uniti d'America del 1824.

Alle elezioni Jackson ottenne 99 grandi elettori su 261, Adams 88, Crawford 41 ed infine Clay 37; dato che nessun candidato conquistò la maggioranza, fu la Camera dei Rappresentanti a dover eleggere il presidente, secondo il dettato del XII emendamento. La Camera poteva votare tra i primi tre candidati per numero di grandi elettori ottenuti, quindi Jackson, Adams e Crawford; i deputati di ogni Stato votavano come una delegazione unica.
Le opinioni politiche di Jackson non risultavano molto chiare, ma Clay si era mostrato indignato dalle azioni militari del generale durante la prima delle guerre seminole e paventava quanto Jackson avrebbe potuto fare come presidente. Clay condivideva anche molte delle idee politiche espresse da Adams. Dopo un incontro a porte chiuse tra i due, Clay accettò di appoggiare Adams. Il 9 febbraio 1825 Adams poté così diventare il secondo presidente eletto dalla Camera, dopo Thomas Jefferson a seguito delle elezioni presidenziali del 1800, vincendo già al primo turno con 13 delegazioni statali a suo favore su 24.

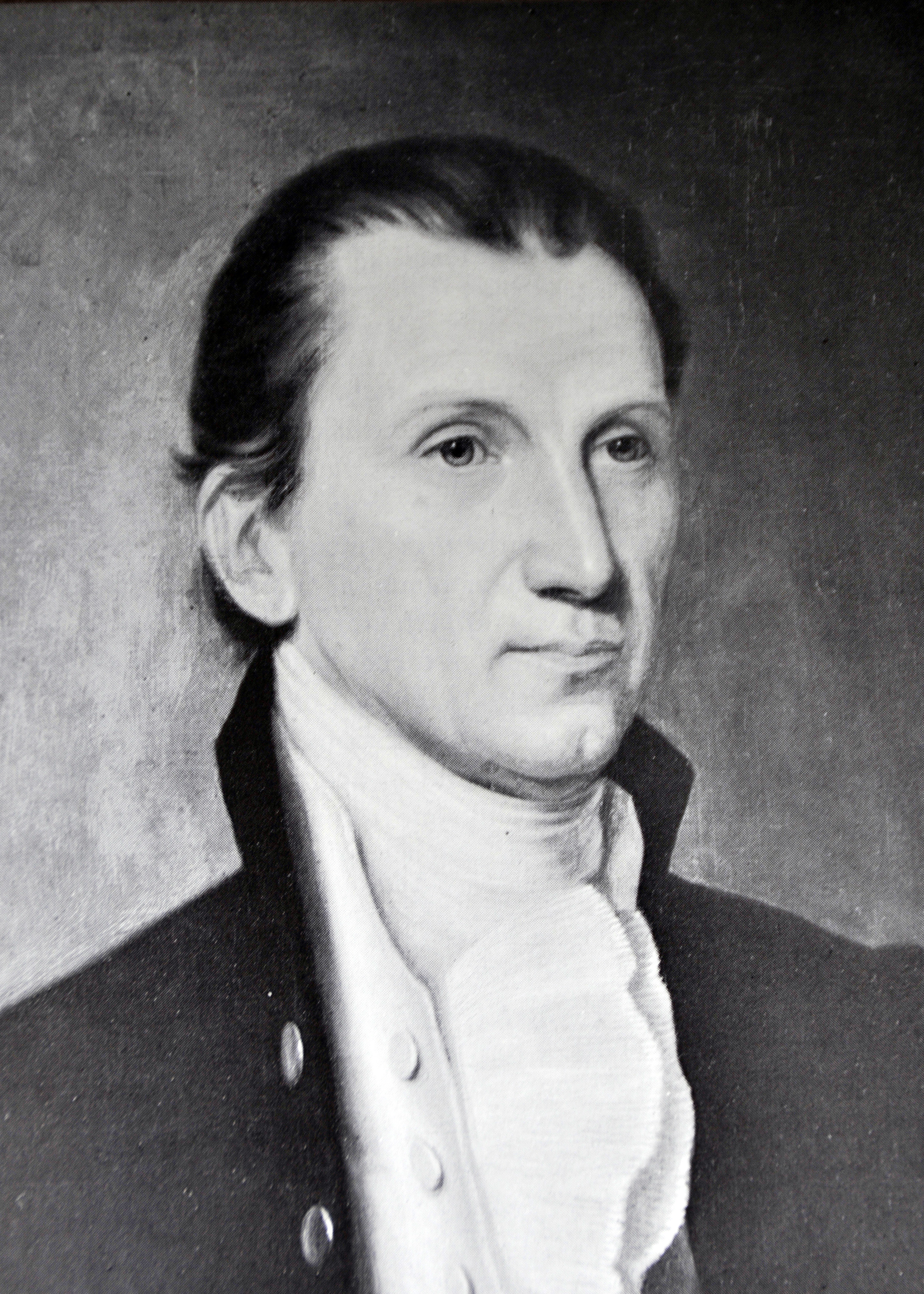
Un ritratto del presidente.

## Valutazioni storiche
James Monroe fu presidente in un periodo in cui gli Stati Uniti cominciarono a distogliere l'attenzione dagli affari europei per concentrarsi su quelli interni e americani in genere (la dottrina Monroe).
La sua presidenza vide la nazione risolvere molte delle questioni di vecchia data attraverso un accordo con il Regno Unito e l'acquisizione della Florida orientale; contribuì inoltre a risolvere le tensioni su base geografica con il sostegno al compromesso del Missouri e cercando l'appoggio di tutte le aree del paese. Lo studioso di scienze politiche Fred Greenstein sostiene che Monroe si dimostrò essere un dirigente molto più efficace di alcuni dei suoi predecessori più noti, tra cui James Madison e John Adams.
I sondaggi tra gli storici e i politologi tendono a classificarlo come un presidente al di sopra della media. Un sondaggio del 2018 della "Presidents and Executive Politics section" dell'American Political Science Association ha classificato Monroe come il diciottesimo miglior presidente di tutti i tempi; mentre un altro tra gli storici di C-SPAN nel 2017 lo ha innalzato fino alla tredicesima posizione.

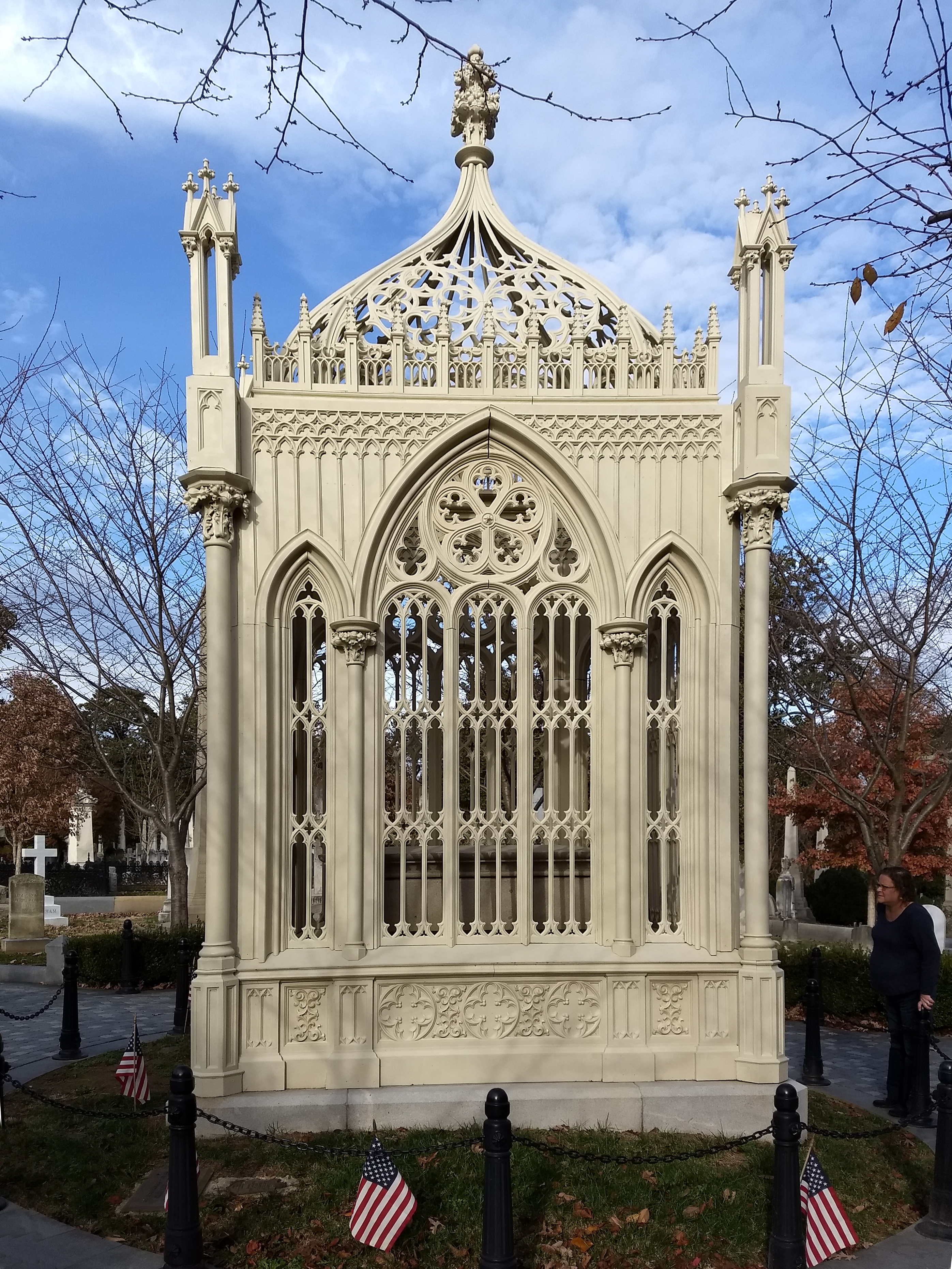
La tomba del presidente all'"Hollywood Cemetery" di Richmond (Virginia).

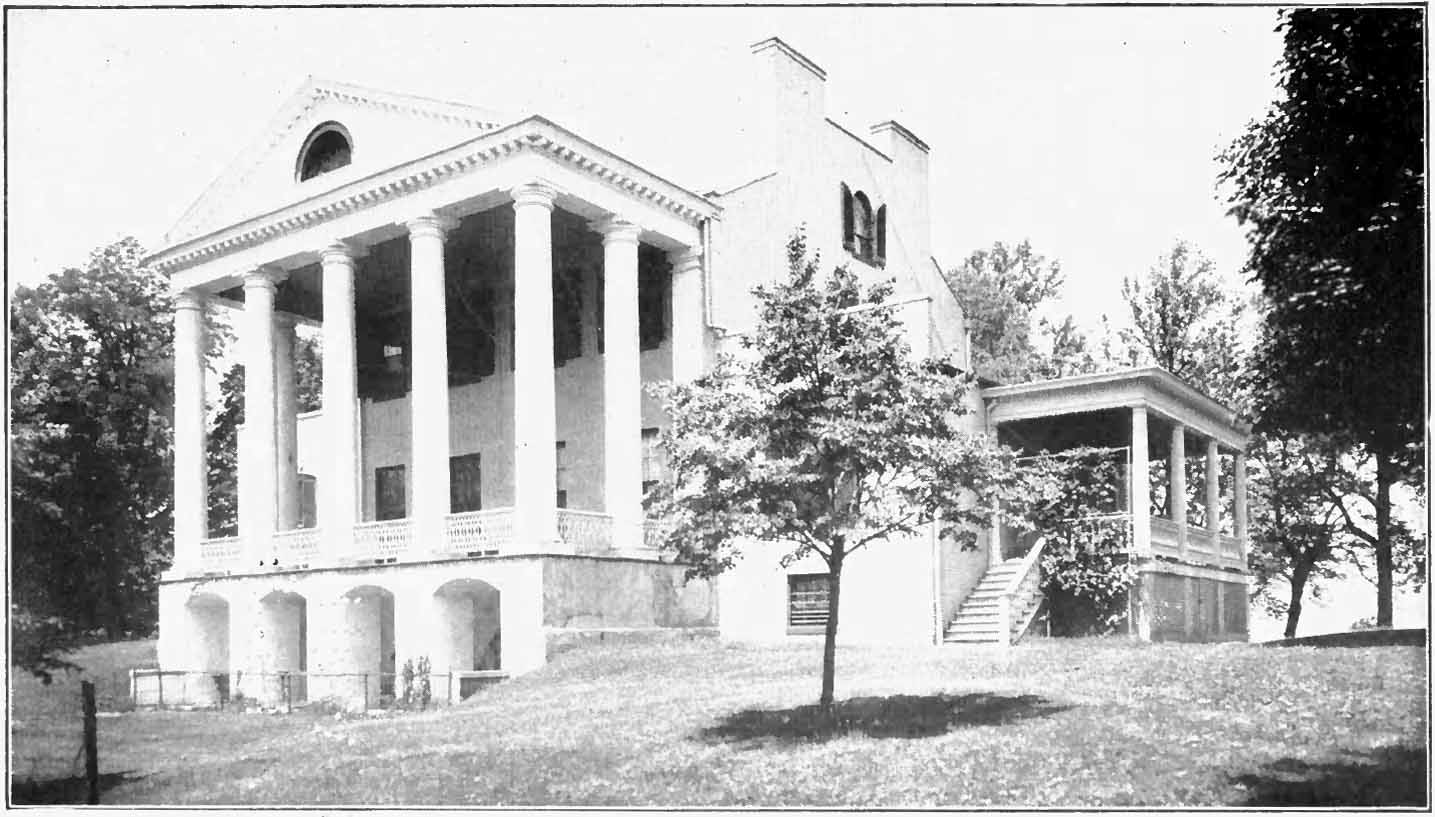
La "James Monroe Oak Hill".

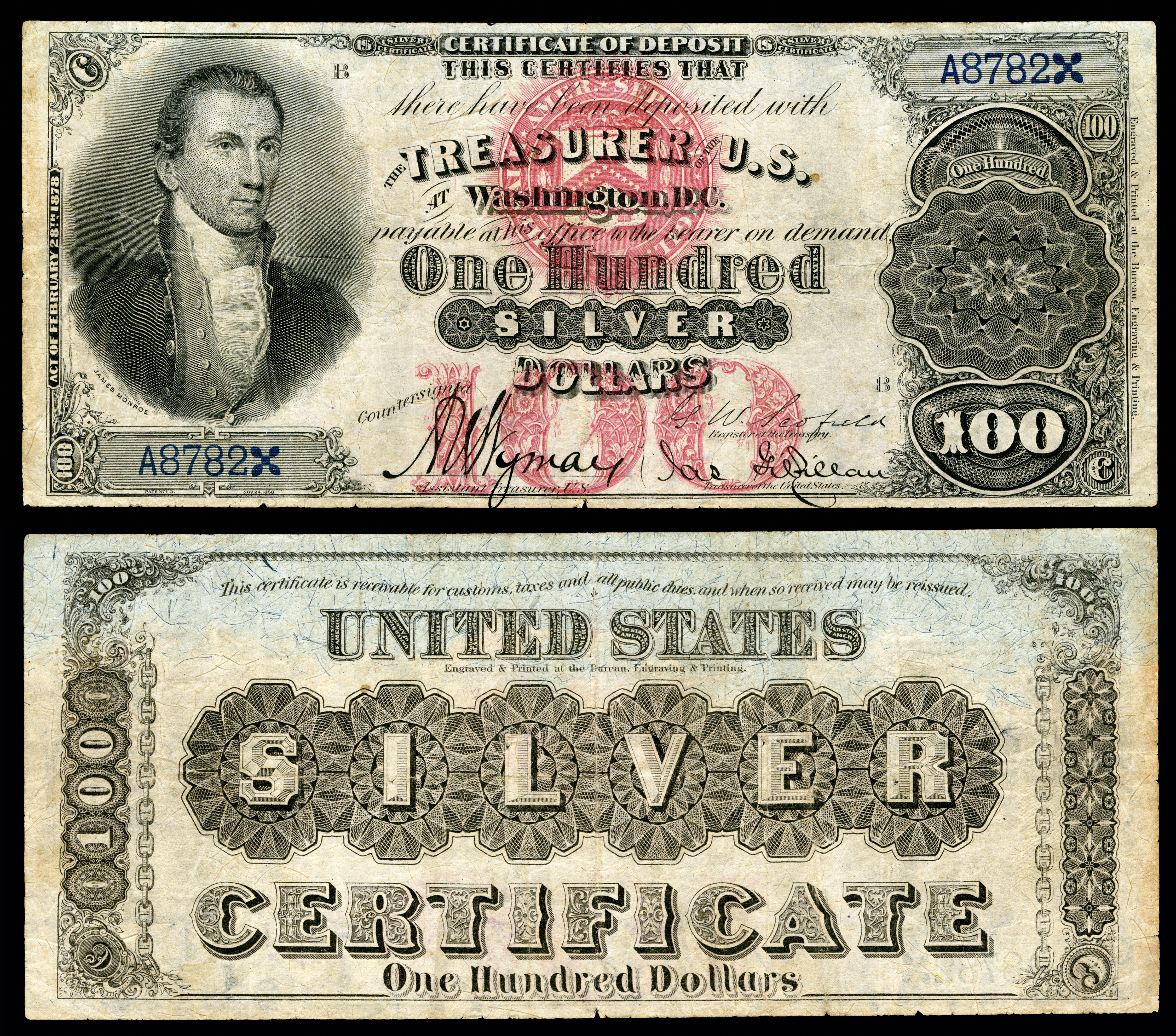
La banconota da 100 dollari col volto del presidente.

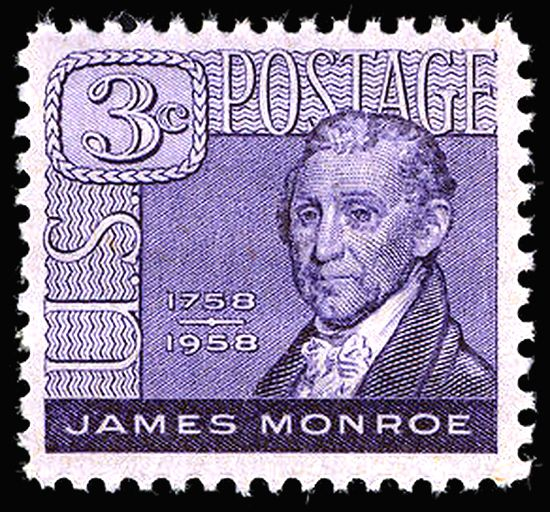
Francobollo emesso per celebrare il secondo centenario della nascita di Monroe durante la presidenza di Dwight Eisenhower.

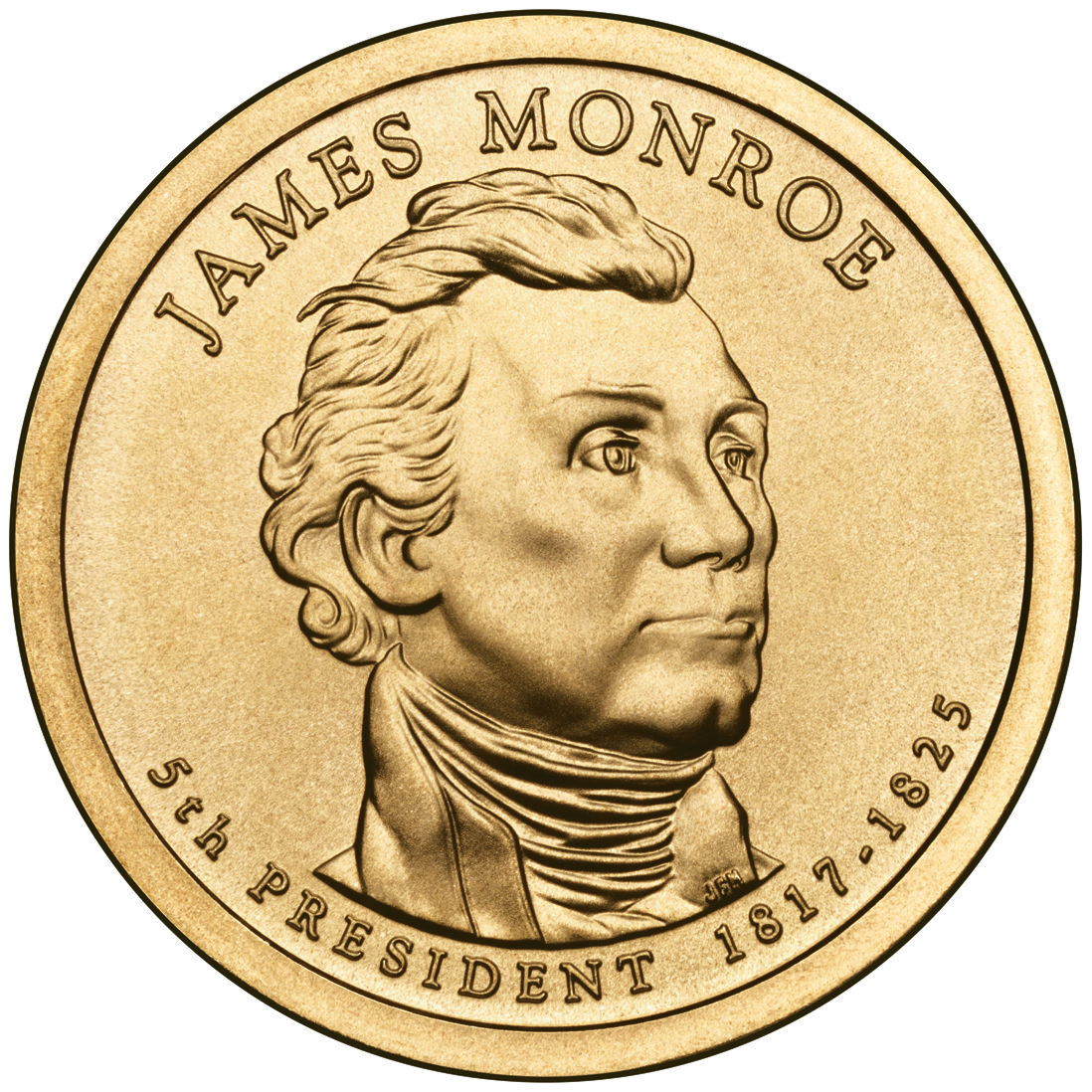
Il dollaro presidenziale con l'effigie di James Monroe.

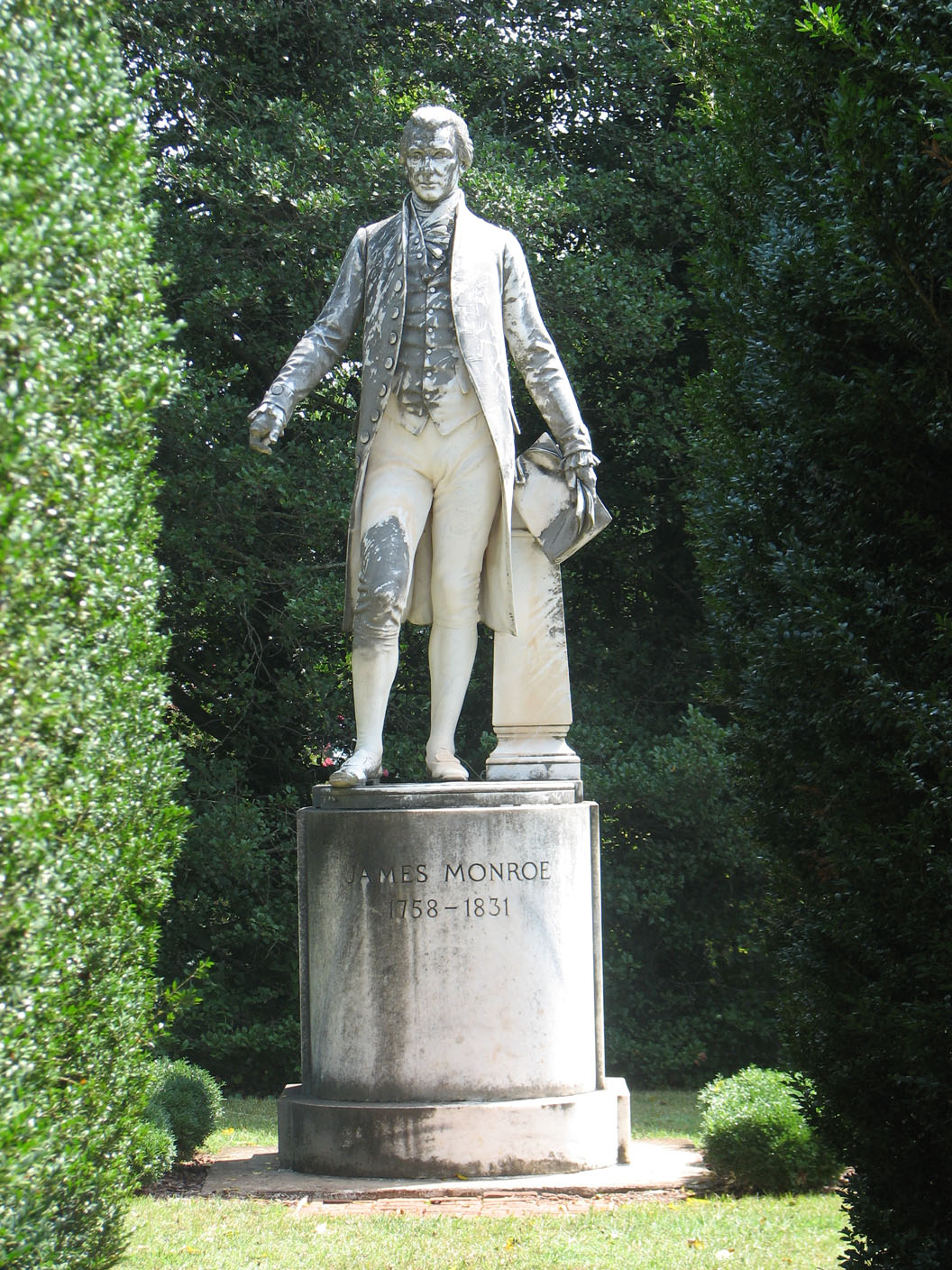
Statua del presidente nella Contea di Albemarle.

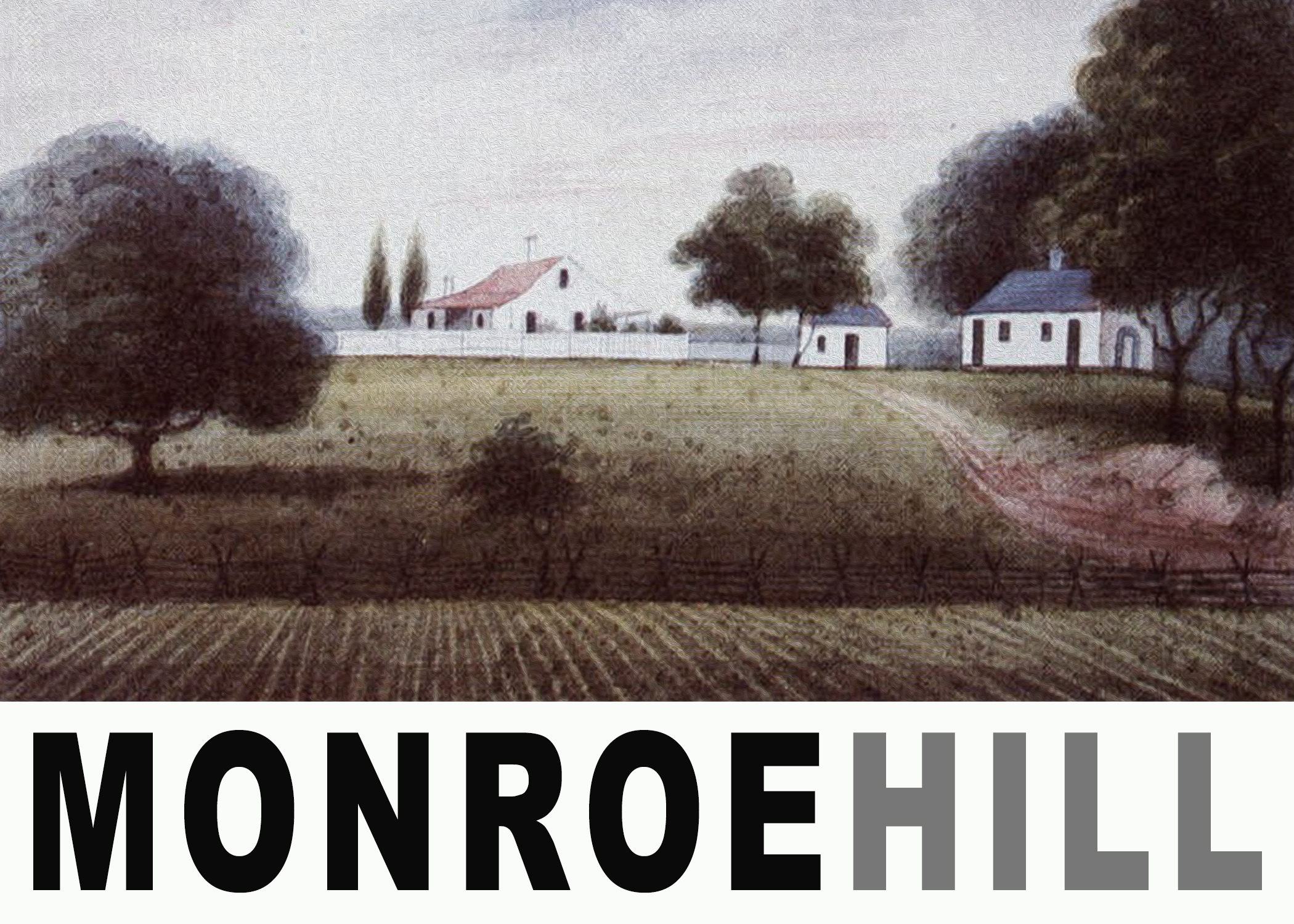
Documentario del 2015 Monroe Hill.

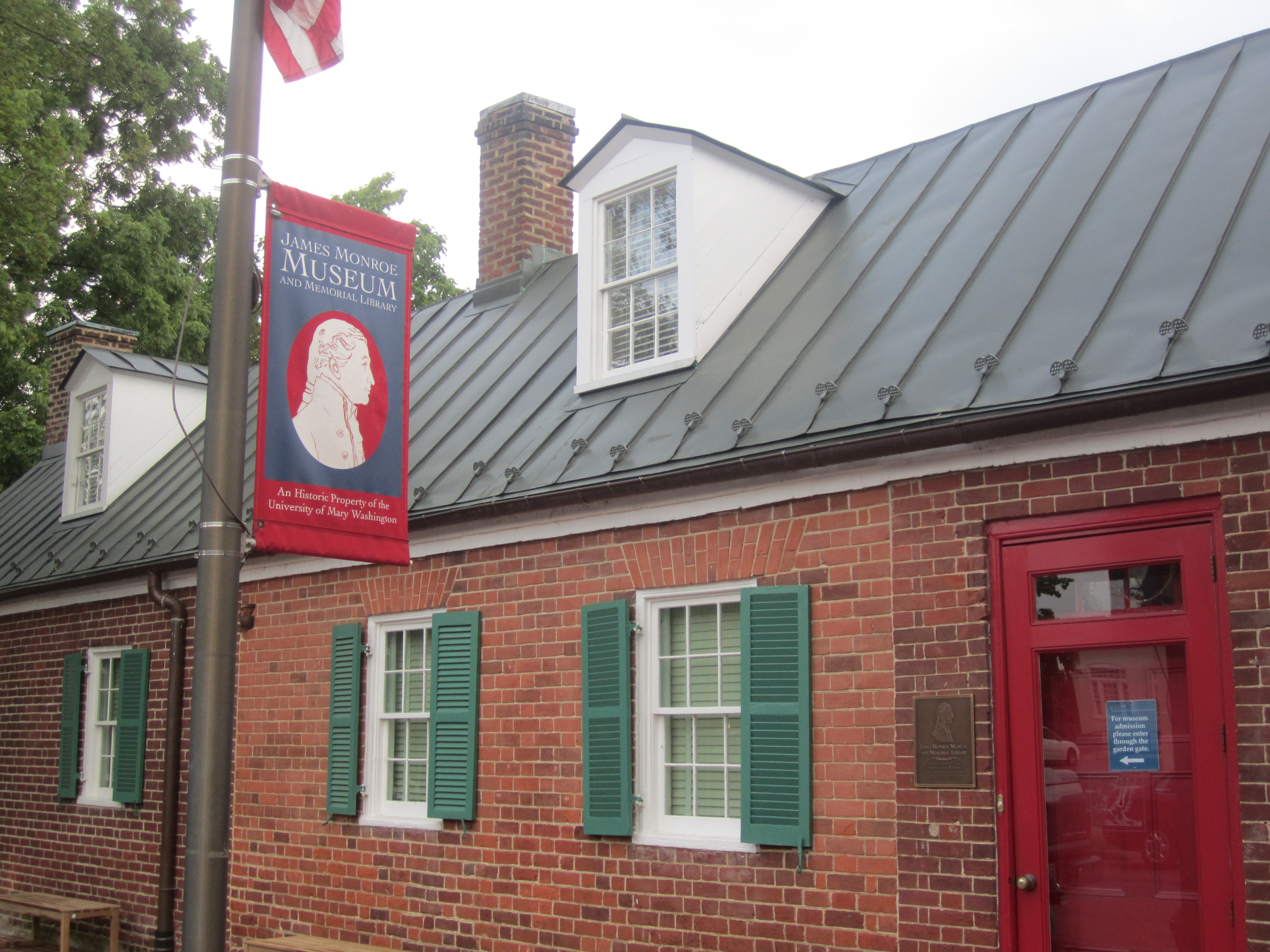
Il "James Monroe Museum" a Fredericksburg (Virginia).

### Fonti primarie
- The Papers of James Monroe: Selected Correspondence and Papers. Volume 4: 1796–1802 ed. by Daniel Preston. (2011)
- The Papers of James Monroe: Selected Correspondence and Papers. Volume 5: 1802–1811 ed. by Daniel Preston (2014) online review
- Monroe, James. The Political Writings of James Monroe. ed. by James P. Lucier, (2002). 863 pp.
- Writings of James Monroe, edited by Stanislaus Murray Hamilton, ed., 7 vols. (1898–1903), online edition at Google Books online v 6.
- Richardson, James D. ed. A Compilation of the Messages and Papers of the Presidents vol 2 (1897), reprints his official messages and reports to Congress. online vol 2